# Danh sách thủy điện tại Việt Nam

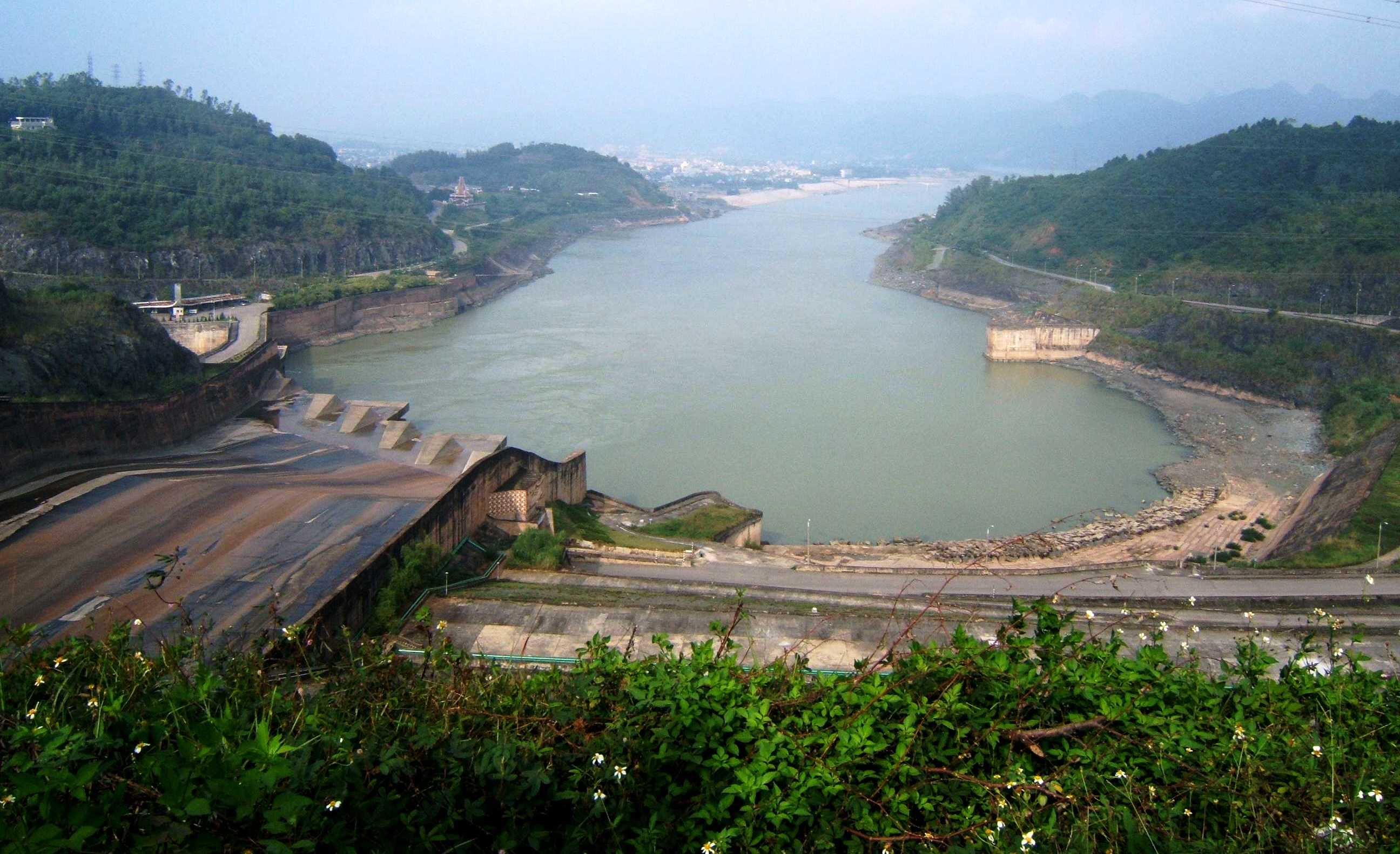
Đập Hòa Bình trên Sông Đà

Đây là Danh sách các nhà máy thủy điện tại Việt Nam, chia nhóm theo phân loại quy mô ở Việt Nam, xếp công suất lắp máy từ 100 MW trở lên là lớn.
Các danh sách xếp theo vùng và sông suối ở tuyến đập chính để dễ theo dõi theo nhóm thủy điện nếu có, trừ 3 thủy điện trên 1000 MW được đưa lên đầu bảng.

## Các thủy điện lớn
| Tên thủy điện     | Công suất PLM (MW) | Sản lượng (triệu KWh /năm) | Năm khởi công | Năm hoạt động | Tọa độ                                            | Trên sông | Vị trí hành chính                                                                        |
| ----------------- | ------------------ | -------------------------- | ------------- | ------------- | ------------------------------------------------- | --------- | ---------------------------------------------------------------------------------------- |
| Hòa Bình          | 1920               | 8160                       | 11/1979       | 12/1994       | 20°48′30″B 105°19′24″Đ / 20,808208°B 105,323278°Đ | Sông Đà   | Tp. Hòa Bình tỉnh Hòa Bình                                                               |
| Sơn La            | 2400               | 9429                       | 12/2005       | 12/2012       | 21°29′47″B 103°59′42″Đ / 21,496389°B 103,995°Đ    | Sông Đà   | xã Ít Ong huyện Mường La tỉnh Sơn La                                                     |
| Lai Châu          | 1200               | 4670                       | 1/2011        | 12/2016       | 22°08′17″B 102°59′02″Đ / 22,137922°B 102,98385°Đ  | Sông Đà   | Tt. Nậm Nhùn huyện Nậm Nhùn tỉnh Lai Châu                                                |
| Pắc Ma            | 140                | 530                        | 2016          | 2019          | 22°33′58″B 102°31′04″Đ / 22,566145°B 102,517806°Đ | Sông Đà   | xã Mù Cả, Mường Tè và Ka Lăng huyện Mường Tè tỉnh Lai Châu                               |
| Thác Bà           | 120                | 400                        | 1964          | 1971          | 21°44′49″B 105°01′24″Đ / 21,747064°B 105,023258°Đ | Sông Chảy | Tt. Thác Bà huyện Yên Bình tỉnh Yên Bái                                                  |
| Tuyên Quang       | 342                | 1295                       | 2002          | 2008          | 22°21′36″B 105°23′54″Đ / 22,360036°B 105,398469°Đ | Sông Gâm  | Tt. Na Hang huyện Na Hang tỉnh Tuyên Quang                                               |
| Nho Quế 3         | 110                | 507                        | 2007          | 6/2012        | 23°08′36″B 105°30′56″Đ / 23,143267°B 105,515419°Đ | Nho Quế   | xã Lũng Pù và Sơn Vĩ huyện Mèo Vạc tỉnh Hà Giang                                         |
| Nậm Chiến 1       | 200                | 791                        | 2007          | 2013          | 21°35′37″B 104°08′40″Đ / 21,593544°B 104,144442°Đ | Nậm Chiến | xã Ngọc Chiến huyện Mường La tỉnh Sơn La                                                 |
| Bản Chát          | 220                | 770                        | 2006          | 2013          | 21°51′40″B 103°49′43″Đ / 21,861172°B 103,828589°Đ | Nậm Mu    | xã Mường Kim huyện Than Uyên tỉnh Lai Châu                                               |
| Huội Quảng        | 520                | 1904                       | 1/2006        | 5/2016        | 21°41′47″B 103°52′39″Đ / 21,696464°B 103,877603°Đ | Nậm Mu    | xã Khoen On huyện Than Uyên & xã Chiềng Lao huyện Mường La tỉnh Sơn La                   |
| Hủa Na            | 180                | 717                        | 2010          | 2013          | 19°50′17″B 105°05′04″Đ / 19,838131°B 105,084581°Đ | Sông Chu  | xã Đồng Văn huyện Quế Phong tỉnh Nghệ An                                                 |
| Bản Vẽ            | 320                | 1084                       | 2004          | 2010          | 19°20′26″B 104°29′14″Đ / 19,340428°B 104,487347°Đ | Sông Lam  | xã Yên Na huyện Tương Dương tỉnh Nghệ An                                                 |
| Khe Bố            | 100                | 442,8                      | 2007          | 2013          | 19°11′28″B 104°39′31″Đ / 19,191111°B 104,658611°Đ | Sông Lam  | xã Tam Quang huyện Tương Dương tỉnh Nghệ An                                              |
| Trung Sơn         | 260                | 1018                       | 2012          | 2016          | 20°36′36″B 104°50′15″Đ / 20,610103°B 104,837458°Đ | Sông Mã   | xã Trung Sơn huyện Quan Hóa tỉnh Thanh Hóa                                               |
| Hồi Xuân          | 102                | 432                        | 3/2010        | 2020          | 20°26′47″B 105°03′05″Đ / 20,446374°B 105,051508°Đ | Sông Mã   | xã Hồi Xuân và Thanh Xuân, huyện Quan Hóa tỉnh Thanh Hóa                                 |
| A Lưới            | 170                | 690                        | 2007          | 2012          | 16°13′48″B 107°16′13″Đ / 16,230079°B 107,270151°Đ | A Sáp     | xã Hồng Hạ huyện A Lưới tỉnh Thừa Thiên Huế                                              |
| A Vương           | 210                | 815                        | 8/2003        | 12/2008       | 15°47′59″B 107°37′02″Đ / 15,799811°B 107,617092°Đ | A Vương   | xã Mà Cooih huyện Đông Giang tỉnh Quảng Nam                                              |
| Sông Bung 2       | 100                | 420                        | 2012          | 2017          | 15°42′00″B 107°29′12″Đ / 15,700021°B 107,486534°Đ | Sông Bung | xã Zuôih và xã La Dêê huyện Nam Giang tỉnh Quảng Nam                                     |
| Sông Bung 4       | 156                | 586                        | 6/2010        | 2015          | 15°43′33″B 107°39′04″Đ / 15,725833°B 107,651175°Đ | Sông Bung | xã Zuôih và Tà Pơơ huyện Nam Giang tỉnh Quảng Nam                                        |
| Đăk Mi 4          | 190                | 752                        | 2007          | 2012          | 15°27′32″B 107°54′44″Đ / 15,458986°B 107,912358°Đ | Đăk Mi    | xã Phước Hiệp huyện Phước Sơn tỉnh Quảng Nam                                             |
| Sông Tranh 2      | 190                | 680                        | 2006          | 2010          | 15°19′52″B 108°08′52″Đ / 15,331214°B 108,147781°Đ | Thu Bồn   | xã Trà Tân huyện Bắc Trà My tỉnh Quảng Nam                                               |
| An Khê - Kanak    | 173                | 700                        | 11/2005       | 2009          | 14°00′53″B 108°40′46″Đ / 14,014833°B 108,679575°Đ | Sông Ba   | huyện Kbang và Tx. An Khê, tỉnh Gia Lai, huyện Tây Sơn tỉnh Bình Định                    |
| Sông Ba Hạ        | 220                | 835                        | 4/2004        | 11/2009       | 13°01′21″B 108°54′14″Đ / 13,022625°B 108,903872°Đ | Sông Ba   | xã Đức Bình Tây huyện Sông Hinh và xã Suối Trai huyện Sơn Hòa tỉnh Phú Yên               |
| Plei Krông        | 100                | 417                        | 11/2003       | 5/2009        | 14°24′30″B 107°51′47″Đ / 14,408347°B 107,863044°Đ | Pô Kô     | xã Sa Bình huyện Sa Thầy và xã Kroong Tp. Kon Tum tỉnh Kon Tum                           |
| Ialy              | 720                | 3680                       | 1993          | 2002          | 14°13′39″B 107°49′46″Đ / 14,227369°B 107,829361°Đ | Sê San    | Tt. Ia Ly huyện Chư Păh tỉnh Gia Lai                                                     |
| Sê San 3          | 260                | 221                        | 2002          | 2006          | 14°12′55″B 107°43′20″Đ / 14,215164°B 107,722164°Đ | Sê San    | huyện Chư Păh tỉnh Gia Lai                                                               |
| Sê San 3A         | 108                | 479                        | 4/2003        | 6/2007        | 14°06′23″B 107°39′28″Đ / 14,106311°B 107,657672°Đ | Sê San    | xã Mô Rai huyện Sa Thầy tỉnh Kon Tum và xã Ia Krai huyện Ia Grai tỉnh Gia Lai            |
| Sê San 4          | 360                | 1042                       | 2004          | 2009          | 13°58′04″B 107°29′43″Đ / 13,967831°B 107,495328°Đ | Sê San    | xã Mô Rai huyện Sa Thầy tỉnh Kon Tum & xã Ia O huyện Ia Grai tỉnh Gia Lai                |
| Buôn Kuốp         | 280                | 1105                       | 2003          | 2011          | 12°31′50″B 107°55′28″Đ / 12,530467°B 107,924325°Đ | Srêpốk    | xã Nam Đà huyện Krông Nô, tỉnh Đắk Nông & xã Dray Sáp huyện Krông Ana tỉnh Đắk Lắk       |
| Srêpốk 3          | 220                | 1060                       | 2005          | 2009          | 12°45′09″B 107°52′36″Đ / 12,752433°B 107,876758°Đ | Srêpốk    | xã Ea Nuôl và Tân Hòa huyện Buôn Đôn tỉnh Đắk Lắk và xã Ea Pô huyện Cư Jút tỉnh Đắk Nông |
| Thượng Kon Tum    | 220                | 1094                       | 9/2009        | 3/2020        | 14°41′39″B 108°13′48″Đ / 14,694139°B 108,229889°Đ | Đăk Snghé | xã Đăk Kôi huyện Kon Rẫy và xã Đăk Tăng huyện Kon Plông tỉnh Kon Tum                     |
| Đăk Đrinh         | 125                | 520                        | 2/2008        | 2014          | 14°58′42″B 108°18′05″Đ / 14,978447°B 108,301314°Đ | Đăk Đrinh | xã Sơn Dung và Sơn Mùa huyện Sơn Tây tỉnh Quảng Ngãi                                     |
| Thác Mơ (*)       | 225                | 662                        | 1991          | 2017          | 11°51′28″B 107°01′09″Đ / 11,857767°B 107,019253°Đ | Sông Bé   | xã Đức Hạnh huyện Bù Gia Mập tỉnh Bình Phước                                             |
| Đa Nhim           | 160                | 1000                       | 1962          | 1964          | 11°51′10″B 108°36′21″Đ / 11,852897°B 108,605836°Đ | Đa Nhim   | Tt. D'Ran huyện Đơn Dương tỉnh Lâm Đồng và xã Lâm Sơn huyện Ninh Sơn tỉnh Ninh Thuận     |
| Đại Ninh          | 300                | 1178                       | 2003          | 2008          | 11°39′00″B 108°19′13″Đ / 11,649864°B 108,320239°Đ | Đa Nhim   | huyện Đức Trọng tỉnh Lâm Đồng & huyện Bắc Bình tỉnh Bình Thuận                           |
| Đồng Nai 3        | 180                | 607                        | 2004          | 2011          | 11°52′20″B 107°53′19″Đ / 11,872225°B 107,888656°Đ | Đồng Nai  | xã Đắk Plao huyện Đắk Glong tỉnh Đắk Nông và xã Lộc Lâm huyện Bảo Lâm, tỉnh Lâm Đồng     |
| Đồng Nai 4        | 340                | 1100                       | 2004          | 2012          | 11°53′06″B 107°43′43″Đ / 11,885128°B 107,728639°Đ | Đồng Nai  | Tt. Quảng Khê huyện Đăk GLong tỉnh Đắk Nông và xã Lộc Bảo huyện Bảo Lâm tỉnh Lâm Đồng    |
| Đồng Nai 5        | 150                | 616                        | 2012          | 2015          | 11°47′34″B 107°33′12″Đ / 11,792692°B 107,553364°Đ | Đồng Nai  | xã Đắk Sin huyện Đăk R'Lấp tỉnh Đắk Nông và xã Lộc Bắc huyện Bảo Lâm tỉnh Lâm Đồng       |
| Trị An            | 400                | 1700                       | 1984          | 1991          | 11°06′17″B 106°59′05″Đ / 11,104786°B 106,984822°Đ | Đồng Nai  | huyện Vĩnh Cửu tỉnh Đồng Nai                                                             |
| Hàm Thuận - Đa Mi | 475                | 1555                       | 1997          | 2001          | 11°20′09″B 107°56′06″Đ / 11,335956°B 107,934956°Đ | La Ngà    | xã La Ngâu huyện Tánh Linh và La Dạ huyện Hàm Thuận Bắc tỉnh Bình Thuận                  |
| Đăk R’Tih         | 144                | 637                        | 2007          | 2011          | 11°57′59″B 107°39′27″Đ / 11,96642°B 107,657365°Đ  | Đăk R’tih | Tx. Gia Nghĩa và xã Nhân Cơ huyện Đăk R’lấp tỉnh Đắk Nông                                |

## Các thủy điện vừa và nhỏ
Các thủy điện vừa và nhỏ có công suất lắp máy từ 5 MW trở lên.
| Tên thủy điện        | Công suất PLM (MW) | Sản lượng (triệu KWh /năm) | Năm khởi công | Năm hoạt động | Tọa độ                                             | Trên sông             | Vị trí hành chính                                                                               |
| -------------------- | ------------------ | -------------------------- | ------------- | ------------- | -------------------------------------------------- | --------------------- | ----------------------------------------------------------------------------------------------- |
| Ankroet              | 4.4                |                            | 1942          | 1946          | 11°59'53"B 108°21'34"Đ                             | Suối Vàng             | xã Lát huyện Lạc Dương tỉnh Lâm Đồng                                                            |
| Sông Bạc             | 42                 | 166,2                      | 2010          | 2014          | 22°27′04″B 104°43′17″Đ / 22,45103°B 104,721281°Đ   | Sông Bạc              | xã Tân Trịnh huyện Quang Bình tỉnh Hà Giang                                                     |
| Xuân Minh HG         | 5                  |                            |               |               | 22°29′04″B 104°44′13″Đ / 22,484501°B 104,736918°Đ  | Sông Bạc              | xã Xuân Minh huyện Quang Bình tỉnh Hà Giang                                                     |
| Bắc Nà               | 17                 | 70                         | 2014          | 2016          | 22°30′17″B 104°20′10″Đ / 22,504828°B 104,33611°Đ   | Bắc Nà                | xã Thải Giàng Phố và Bản Liền huyện Bắc Hà tỉnh Lào Cai                                         |
| Sông Chảy 3          | 14                 |                            | 2017          | 2011          | 22°44′22″B 104°37′48″Đ / 22,73944°B 104,63°Đ       | Sông Chảy             | xã Tụ Nhân & Pờ Ly Ngài huyện Hoàng Su Phì tỉnh Hà Giang                                        |
| Sông Chảy 5          | 16                 | 62                         | 2010          | 2012          | 22°42′53″B 104°32′06″Đ / 22,714756°B 104,53495°Đ   | Sông Chảy             | xã Thèn Phàng và Ngán Chiên huyện Xín Mần tỉnh Hà Giang                                         |
| Sông Chảy 6          | 16                 |                            | 2/2017        | 2/2019        | 22°41′29″B 104°27′47″Đ / 22,691463°B 104,462924°Đ  | Sông Chảy             | Tt. Cốc Pài và xã Thèn Phàng huyện Xín Mần tỉnh Hà Giang                                        |
| Pa Ke                | 26                 | 96,4                       | 2016          | 2018          | 22°41′15″B 104°20′11″Đ / 22,68762°B 104,336418°Đ   | Sông Chảy             | xã Lùng Sui huyện Si Ma Cai tỉnh Lào Cai & xã Pà Vầy Sủ huyện Xín Mần tỉnh Hà Giang             |
| Bắc Hà (Cốc Ly)      | 90                 | 378                        | 2005          | 2012          | 22°30′31″B 104°11′50″Đ / 22,508545°B 104,197144°Đ  | Sông Chảy             | xã Cốc Ly huyện Bắc Hà tỉnh Lào Cai                                                             |
| Vĩnh Hà              | 21                 | 89                         | 2013          | 2016          | 22°18′13″B 104°27′12″Đ / 22,303611°B 104,453333°Đ  | Sông Chảy             | xã Tân Dương & Thượng Hà huyện Bảo Yên tỉnh Lào Cai                                             |
| Sông Chừng           | 19.5               | 70                         | 2008          | 2011          | 22°25′46″B 104°37′59″Đ / 22,429486°B 104,63307°Đ   | Sông Con              | Tt. Yên Bình huyện Quang Bình tỉnh Hà Giang                                                     |
| Bảo Lạc A            | 30                 | 170                        | 2020          | 2022          | 22°57′40″B 105°46′31″Đ / 22,961208°B 105,775194°Đ  | Sông Gâm              | xã Cô Ba huyện Bảo Lạc tỉnh Cao Bằng                                                            |
| Bảo Lạc B            | 18                 | 35,3                       | 2017          | 6/2020        | 22°56′49″B 105°35′43″Đ / 22,946887°B 105,595266°Đ  | Sông Gâm              | xã Bảo Toàn huyện Bảo Lạc tỉnh Cao Bằng                                                         |
| Bảo Lâm 1            | 30                 | 124                        | 11/2014       | 12/2016       | 22°56′32″B 105°32′56″Đ / 22,942286°B 105,548844°Đ  | Sông Gâm              | xã Lý Bôn huyện Bảo Lâm tỉnh Cao Bằng                                                           |
| Mông Ân              | 30                 | 110                        | 2017          | 2019          | 22°51′20″B 105°29′08″Đ / 22,855687°B 105,485566°Đ  | Sông Gâm              | Tt. Pác Miầu và xã Nam Quang huyện Bảo Lâm tỉnh Cao Bằng                                        |
| Bắc Mê               | 45                 | 197                        | 2014          | 2017          | 22°45′27″B 105°25′46″Đ / 22,757626°B 105,429388°Đ  | Sông Gâm              | xã Yên Phong & Phú Nam huyện Bắc Mê tỉnh Hà Giang                                               |
| Chiêm Hóa            | 48                 | 198,6                      | 2009          | 2013          | 22°11′54″B 105°19′41″Đ / 22,198333°B 105,328056°Đ  | Sông Gâm              | xã Ngọc Hội huyện Chiêm Hóa tỉnh Tuyên Quang                                                    |
| Yên Sơn              | 90                 | 296                        | 2013          | 2020          | 21°59′49″B 105°12′58″Đ / 21,996966°B 105,216218°Đ  | Sông Gâm              | xã Quý Quân huyện Yên Sơn tỉnh Tuyên Quang                                                      |
| Nậm Lang             | 12                 | 42                         | 2017          |               | 22°57′43″B 105°15′55″Đ / 22,962039°B 105,265238°Đ  | Nậm Lang              | xã Ngọc Long huyện Yên Minh tỉnh Hà Giang                                                       |
| Phong Quang          | 18                 | 63,2                       | 2017          |               | 22°50′18″B 104°58′24″Đ / 22,838338°B 104,973367°Đ  | Sông Lô               | p. Quang Trung Tp. Hà Giang                                                                     |
| Sông Lô 2            | 28                 | 117                        | 10/2015       | 2018          | 22°43′30″B 104°58′21″Đ / 22,724898°B 104,972595°Đ  | Sông Lô               | xã Đạo Đức và Trung Thành huyện Vị Xuyên tỉnh Hà Giang                                          |
| Sông Lô 3            | 18                 |                            | 2011          |               | 22°39′40″B 104°59′37″Đ / 22,66113°B 104,993551°Đ   | Sông Lô               | Tt. Vị Xuyên và xã Ngọc Linh huyện Vị Xuyên tỉnh Hà Giang                                       |
| Sông Lô 4            | 24                 | 80                         | 2015          | 2017          | 22°32′41″B 104°54′41″Đ / 22,544846°B 104,911361°Đ  | Sông Lô               | xã Tân Thành huyện Bắc Quang tỉnh Hà Giang                                                      |
| Sông Lô 5            | 29.7               | 115,8                      | 2020          |               |                                                    | Sông Lô               | xã Quang Minh & Kim Ngọc huyện Bắc Quang tỉnh Hà Giang                                          |
| Sông Lô 6            | 48                 | 187,2                      | 9/2015        | 6/2020        | 22°17′46″B 104°55′02″Đ / 22,296175°B 104,917122°Đ  | Sông Lô               | xã Vĩnh Hảo huyện Bắc Quang tỉnh Hà Giang và xã Yên Thuận huyện Hàm Yên tỉnh Tuyên Quang.       |
| Sông Lô 8A           | 27                 | 106,6                      | 2018          | 6/2020        | 22°03′53″B 105°03′23″Đ / 22,064808°B 105,05638°Đ   | Sông Lô               | Tt. Tân Yên và xã Tân Thành huyện Hàm Yên tỉnh Tuyên Quang                                      |
| Sông Lô 8B           | 27                 | 109,1                      | 2018          | 11/2020       | 21°54′25″B 105°10′29″Đ / 21,906929°B 105,174717°Đ  | Sông Lô               | Tt. Yên Sơn & Phúc Ninh huyện Yên Sơn tỉnh Tuyên Quang                                          |
| Nậm Lúc              | 24                 | 100                        | 2009          |               | 21°20′28″B 104°20′59″Đ / 21,341211°B 104,3498°Đ    | Nậm Lúc               | xã Nậm Lúc và Cốc Lầu huyện Bắc Hà tỉnh Lào Cai                                                 |
| Nậm Ly               | 5.1                | 22,6                       | 2/2009        | 10/2017       | 22°33′23″B 104°34′11″Đ / 22,556391°B 104,569684°Đ  | Nậm Ly                | xã Quảng Nguyên huyện Xín Mần tỉnh Hà Giang                                                     |
| Nậm Mạ               | 18                 | 72                         | 2015          | 2018          | 22°53′44″B 105°04′41″Đ / 22,89566°B 105,07815°Đ    | Nậm Mạ                | xã Tùng Bá huyện Vị Xuyên tỉnh Hà Giang                                                         |
| Sông Miện 1          | 6                  | 25                         | 4/2009        | 10/2011       | 23°09′25″B 105°01′02″Đ / 23,156976°B 105,017348°Đ  | Sông Miện             | xã Bát Đại Sơn huyện Quản Bạ và xã Na Khê huyện Yên Minh tỉnh Hà Giang                          |
| Thái An              | 82                 | 400                        | 2008          | 9/2010        | 22°59′56″B 105°03′56″Đ / 22,998902°B 105,065431°Đ  | Sông Miện             | xã Thái An huyện Quản Bạ tỉnh Hà Giang.                                                         |
| Thuận Hòa            | 38                 | 160                        | 2014          | 6/2017        | 22°57′39″B 105°02′00″Đ / 22,960782°B 105,033318°Đ  | Sông Miện             | xã Thuận Hòa huyện Vị Xuyên tỉnh Hà Giang                                                       |
| Sông Miện 5          | 16.5               |                            |               | 2012          | 22°55′24″B 105°00′23″Đ / 22,923324°B 105,006382°Đ  | Sông Miện             | xã Thuận Hòa huyện Vị Xuyên tỉnh Hà Giang                                                       |
| Sông Miện 5A         | 9                  | 35                         | 3/2011        | 3/2015        | 22°53′36″B 104°59′32″Đ / 22,893316°B 104,99225°Đ   | Sông Miện             | xã Thuận Hòa huyện Vị Xuyên tỉnh Hà Giang                                                       |
| Sông Miện 6          | 12                 |                            |               | 3/2017        | 22°50′55″B 105°00′49″Đ / 22,848615°B 105,013571°Đ  | Sông Miện             | p. Quang Trung Tp. Hà Giang                                                                     |
| Nậm Mu               | 12                 | 56                         | 2002          | 2004          | 22°32′59″B 104°52′36″Đ / 22,549631°B 104,87675°Đ   | Nậm Mu                | xã Tân Thành huyện Bắc Quang tỉnh Hà Giang                                                      |
| Nậm Ngần             | 13.5               |                            | 2005          | 2009          | 22°36′44″B 104°53′35″Đ / 22,612182°B 104,893062°Đ  | Nậm Ngần              | xã Thượng Sơn & Quảng Ngần huyện Vị Xuyên tỉnh Hà Giang                                         |
| Sông Nhiệm 3         | 10                 |                            | 9/2019        | 11/2021       | 23°02′29″B 105°24′22″Đ / 23,04135°B 105,406101°Đ   | Sông Nhiệm            | xã Niêm Sơn huyện Mèo Vạc tỉnh Hà Giang                                                         |
| Sông Nhiệm 4         | 6                  |                            | 6/2018        | 11/2021       | 23°00′41″B 105°28′29″Đ / 23,011508°B 105,474624°Đ  | Sông Nhiệm            | xã Niêm Tòng huyện Mèo Vạc tỉnh Hà Giang                                                        |
| Nho Quế 1            | 32                 | 129                        | 2013          | 2017          | 23°13′52″B 105°25′38″Đ / 23,231101°B 105,427198°Đ  | Nho Quế               | xã Giàng Chu Phìn và Xín Cái huyện Mèo Vạc tỉnh Hà Giang                                        |
| Nho Quế 2            | 48                 | 225                        | 8/2012        | 08/2016       | 23°10′53″B 105°28′40″Đ / 23,181384°B 105,477844°Đ  | Nho Quế               | xã Giàng Chu Phìn và Xín Cái huyện Mèo Vạc tỉnh Hà Giang                                        |
| Bảo Lâm 3            | 46                 | 192,2                      | 7/2015        | 6/2018        | 23°00′47″B 105°29′12″Đ / 23,013075°B 105,486747°Đ  | Nho Quế               | xã Đức Hạnh huyện Bảo Lâm tỉnh Cao Bằng và xã Niêm Tòng huyện Mèo Vạc tỉnh Hà Giang             |
| Bảo Lâm 3A           | 8                  | 33,4                       | 2/2016        | 6/2018        |                                                    | Nho Quế               | xã Đức Hạnh và Lý Bôn huyện Bảo Lâm tỉnh Cao Bằng                                               |
| Nậm Khánh            | 12                 | 48,9                       | 2007          | 2012          | 22°29′14″B 104°22′00″Đ / 22,487111°B 104,366694°Đ  | Nậm Phàng             | xã Nậm Khánh và Bản Liền huyện Bắc Hà tỉnh Lào Cai                                              |
| Nậm Phàng            | 36                 | 146                        | 2008          | 2012          | 22°24′56″B 104°19′06″Đ / 22,41566°B 104,318392°Đ   | Nậm Phàng             | xã Nậm Đét và Nậm Khánh huyện Bắc Hà tỉnh Lào Cai                                               |
| Thác Xăng            | 16                 | 65,3                       | 2008          | 2016          | 22°10′17″B 106°29′55″Đ / 22,171324°B 106,498572°Đ  | Bắc Giang             | xã Hùng Việt huyện Tràng Định tỉnh Lạng Sơn                                                     |
| Thân Giáp            | 6                  |                            | 5/2016        | 12/2018       | 22°44′03″B 106°32′52″Đ / 22,73418°B 106,547782°Đ   | Bắc Vọng              | xã Đoài Dương huyện Trùng Khánh tỉnh Cao Bằng                                                   |
| Nà Lòa               | 6                  | 30                         |               | 2006          | 22°41′05″B 106°35′56″Đ / 22,684633°B 106,599022°Đ  | Bắc Vọng              | xã Bế Văn Đàn huyện Phục Hòa tỉnh Cao Bằng                                                      |
| Nà Tẩu               | 6                  | 18,5                       | 2013          | 1/2014        | 22°40′20″B 106°30′18″Đ / 22,672175°B 106,504972°Đ  | Bắc Vọng              | xã Cai Bộ huyện Quảng Hòa tỉnh Cao Bằng                                                         |
| Tiên Thành           | 16.5               | 49                         | 2009          | 2019          | 22°34′14″B 106°26′00″Đ / 22,570529°B 106,433418°Đ  | Sông Bằng             | xã Tiên Thành huyện Phục Hòa tỉnh Cao Bằng                                                      |
| Hòa Thuận            | 17.4               |                            | 9/2009        | 2018          | 22°32′34″B 106°29′40″Đ / 22,54283°B 106,494385°Đ   | Sông Bằng             | Tt. Hòa Thuận huyện Quảng Hòa tỉnh Cao Bằng                                                     |
| Bình Long            | 6.5                | 20,9                       | 2020          | 2021          | 22°44′05″B 106°07′20″Đ / 22,734798°B 106,122213°Đ  | Dẻ Rào                | xã Bình Long huyện Hòa An tỉnh Cao Bằng                                                         |
| Hoa Thám             | 5.8                | 23,3                       | 2007          | 9/2018        | 22°37′09″B 106°06′01″Đ / 22,619159°B 106,100172°Đ  | Sông Hiến             | xã Hoa Thám huyện Nguyên Bình tỉnh Cao Bằng                                                     |
| Bạch Đằng            | 5                  | 17                         | 2017          | 2020          | 22°35′52″B 106°09′50″Đ / 22,597833°B 106,163859°Đ  | Sông Hiến             | xã Bạch Đằng huyện Hòa An tỉnh Cao Bằng                                                         |
| Pác Cáp              | 6                  |                            | 4/2019        | 2020          | 22°12′47″B 106°07′50″Đ / 22,212974°B 106,130434°Đ  | Na Rì                 | xã Lương Thành và Văn Minh huyện Na Rì tỉnh Bắc Kạn                                             |
| Bản Rạ               | 18                 | 70                         | 2007          | 2012          | 22°51′32″B 106°41′59″Đ / 22,85895°B 106,699769°Đ   | Quây Sơn              | xã Đàm Thủy huyện Trùng Khánh tỉnh Cao Bằng                                                     |
| Sử Pán 1             | 30                 | 125                        | 2016          | 2019          | 22°17′28″B 103°54′54″Đ / 22,290999°B 103,91512°Đ   | Ngòi Bo               | xã Mường Hoa và Bản Hồ Tx. Sa Pa tỉnh Lào Cai                                                   |
| Sử Pán 2             | 34.5               | 165                        | 2006          | 2012          | 22°16′19″B 103°56′33″Đ / 22,271888°B 103,942384°Đ  | Ngòi Bo               | xã Mường Hoa và Bản Hồ Tx. Sa Pa tỉnh Lào Cai                                                   |
| Bản Hồ               | 10                 |                            | 6/2018        |               | 22°15′45″B 103°58′28″Đ / 22,26251°B 103,974544°Đ   | Ngòi Bo               | xã Bản Hồ Tx. Sa Pa tỉnh Lào Cai                                                                |
| Nậm Củn              | 40                 |                            | 2016          | 2018          | 22°16′02″B 103°58′55″Đ / 22,267279°B 103,982037°Đ  | Ngòi Bo               | xã Mường Bo Tx. Sa Pa tỉnh Lào Cai                                                              |
| Tà Thàng             | 60                 | 242                        | 2009          | 2013          | 22°17′55″B 104°01′20″Đ / 22,298694°B 104,022117°Đ  | Ngòi Bo               | xã Suối Thầu và Thanh Bình Tx. Sa Pa, và xã Gia Phú huyện Bảo Thắng tỉnh Lào Cai                |
| Suối Chăn 1          | 27                 |                            | 2015          | 2018          | 22°06′52″B 104°12′28″Đ / 22,114483°B 104,20785°Đ   | Suối Chăn             | xã Làng Giàng huyện Văn Bàn tỉnh Lào Cai                                                        |
| Suối Chăn 2          | 14                 |                            | 2015          | 2017          | 22°08′18″B 104°13′06″Đ / 22,138429°B 104,218263°Đ  | Suối Chăn             | xã Nậm Rạng huyện Văn Bàn tỉnh Lào Cai                                                          |
| Minh Lương           | 28                 | 103                        | 2016          | 2018          | 22°02′43″B 104°05′21″Đ / 22,045185°B 104,089225°Đ  | Nậm Chăn              | xã Thẩm Dương và Minh Lương huyện Văn Bàn tỉnh Lào Cai                                          |
| Nậm Đông             | 21.4               | 97                         | 2004          | 2011          | 21°35′17″B 104°23′53″Đ / 21,58806°B 104,39806°Đ    | Nậm Đông              | xã Túc Đán huyện Trạm Tấu tỉnh Yên Bái                                                          |
| Ngòi Hút 2           | 48                 | 209                        | 2010          | 2015          | 21°47′35″B 104°20′15″Đ / 21,7931°B 104,337627°Đ    | Ngòi Hút              | xã Nậm Có huyện Mù Cang Chải tỉnh Yên Bái                                                       |
| Cốc San              | 30                 | 120                        | 2010          | 2016          | 22°24′52″B 103°54′24″Đ / 22,414439°B 103,90655°Đ   | Ngòi Dum              | xã Trung Chải Tx. Sa Pa, Tòng Sành huyện Bát Xát, Cốc San Tp. Lào Cai, tỉnh Lào Cai             |
| Ngòi Đường 1         | 5.5                |                            |               | 2012          | 22°22′08″B 103°57′39″Đ / 22,368803°B 103,960841°Đ  | Ngòi Đường            | xã Tả Phời Tp. Lào Cai tỉnh Lào Cai                                                             |
| Ngòi Đường 2         | 5                  |                            | 2006          | 2008          | 22°23′37″B 103°58′51″Đ / 22,393695°B 103,980804°Đ  | Ngòi Đường            | xã Tả Phời Tp. Lào Cai tỉnh Lào Cai                                                             |
| Ngòi Hút 1           | 8.4                | 36                         | 2007          | 2011          | 21°48′28″B 104°26′05″Đ / 21,807767°B 104,43465°Đ   | Ngòi Hút              | xã Phong Dụ Thượng huyện Văn Yên tỉnh Yên Bái                                                   |
| Ngòi Hút 2A          | 8.4                |                            | 2015          |               | 21°46′25″B 104°23′46″Đ / 21,773615°B 104,396062°Đ  | Ngòi Hút              | xã Nậm Có huyện Mù Cang Chải tỉnh Yên Bái                                                       |
| Nậm Khắt             | 7.5                | 33                         | 2016          | 2018          | 22°03′51″B 104°06′33″Đ / 22,064068°B 104,109286°Đ  | Nậm Khắt              | xã Thẩm Dương và Dần Thàng huyện Văn Bàn tỉnh Lào Cai                                           |
| Nậm Khóa             | 18                 |                            | 2008          | 2011          | 22°03′48″B 103°58′43″Đ / 22,063446°B 103,978684°Đ  | Nậm Khóa              | xã Nậm Xé huyện Văn Bàn tỉnh Lào Cai                                                            |
| Ngòi Phát            | 72                 | 314                        | 2007          | 11/2014       | 22°33′16″B 103°44′36″Đ / 22,554575°B 103,743353°Đ  | Ngòi Phát             | xã Bản Vược, Cốc Mỳ và Bản Xèo huyện Bát Xát tỉnh Lào Cai                                       |
| Mường Hum            | 32                 | 121                        | 2008          | 2011          | 22°32′26″B 103°42′51″Đ / 22,540417°B 103,714172°Đ  | Ngòi Phát             | xã Bản Xèo và Dền Thàng huyện Bát Xát tỉnh Lào Cai                                              |
| Nậm Pung             | 9.3                | 30                         | 2007          | 2009          | 22°30′25″B 103°41′26″Đ / 22,506894°B 103,690619°Đ  | Ngòi Phát             | xã Nậm Pung và xã Mường Hum, huyện Bát Xát tỉnh Lào Cai                                         |
| Tà Lơi 1             | 15                 | 58                         | 2015          |               |                                                    | Tà Lơi                | xã Trung Lèng Hồ huyện Bát Xát tỉnh Lào Cai                                                     |
| Tà Lơi 2             | 10.5               | 48                         | 10/2012       | 07/2016       | 22°29′21″B 103°39′56″Đ / 22,489292°B 103,665572°Đ  | Tà Lơi                | xã Trung Lèng Hồ và Mường Hum huyện Bát Xát tỉnh Lào Cai                                        |
| Tà Lơi 3             | 7.5                | 30                         | 3/2010        | 11/2012       | 22°30′22″B 103°41′26″Đ / 22,506232°B 103,690628°Đ  | Tà Lơi                | xã Trung Lèng Hồ và Mường Hum huyện Bát Xát tỉnh Lào Cai                                        |
| Pờ Hồ                | 13.2               | 52,1                       | 1/2016        | 2019          | 22°27′06″B 103°40′11″Đ / 22,451709°B 103,669721°Đ  | Pờ Hồ                 | xã Trung Lèng Hồ và Mường Hum huyện Bát Xát tỉnh Lào Cai                                        |
| Trạm Tấu             | 30                 | 123                        |               | 2018          | 21°30′22″B 104°27′01″Đ / 21,506081°B 104,450361°Đ  | Ngòi Thia             | xã Trạm Tấu huyện Trạm Tấu tỉnh Yên Bái                                                         |
| Văn Chấn             | 57                 | 246,5                      | 2009          | 2013          | 21°40′55″B 104°33′03″Đ / 21,681923°B 104,550714°Đ  | Ngòi Thia             | xã Suối Quyền và An Lương huyện Văn Chấn tỉnh Yên Bái                                           |
| Thác Cá 1            | 27                 |                            | 4/2018        | 2020          | 21°42′03″B 104°38′08″Đ / 21,700817°B 104,635428°Đ  | Ngòi Thia             | xã Mỏ Vàng huyện Văn Yên tỉnh Yên Bái                                                           |
| Thác Cá 2            | 14.5               |                            |               |               | 21°44′48″B 104°38′40″Đ / 21,746642°B 104,644315°Đ  | Ngòi Thia             | xã Mỏ Vàng huyện Văn Yên tỉnh Yên Bái                                                           |
| Đồng Sung            | 20                 | 68                         | 1/2018        | 2019          | 21°49′16″B 104°39′29″Đ / 21,821197°B 104,658155°Đ  | Ngòi Thia             | xã Yên Phú & Đại Phác huyện Văn Yên tỉnh Yên Bái                                                |
| Nậm Toóng            | 30                 | 151                        | 2007          | 2016          | 22°13′28″B 103°56′47″Đ / 22,224311°B 103,946321°Đ  | Nậm Trung Hồ          | xã Bản Hồ Tx. Sa Pa tỉnh Lào Cai                                                                |
| Séo Chong Hô         | 22                 | 100                        | 2008          | 2013          | 22°14′53″B 103°53′47″Đ / 22,248083°B 103,896294°Đ  | Séo Trung Hồ          | xã Tả Van và Bản Hồ Tx. Sa Pa tỉnh Lào Cai                                                      |
| Ngòi Xan 1           | 10.5               | 42                         | 2005          | 2007          | 22°28′24″B 103°52′22″Đ / 22,473372°B 103,872908°Đ  | Ngòi Xan              | xã Phìn Ngan huyện Bát Xát tỉnh Lào Cai                                                         |
| Ngòi Xan 2           | 8                  | 75                         | 2006          | 2008          | 22°28′31″B 103°51′34″Đ / 22,475372°B 103,859458°Đ  | Ngòi Xan              | xã Phìn Ngan huyện Bát Xát tỉnh Lào Cai                                                         |
| Sùng Vui             | 18                 | 58                         | 2005          | 2012          | 22°26′04″B 103°49′16″Đ / 22,434439°B 103,821047°Đ  | Ngòi Xan              | xã Phìn Ngan huyện Bát Xát tỉnh Lào Cai                                                         |
| Nậm Xây Luông        | 15                 |                            | 2015          | 2017          | 21°58′29″B 104°05′20″Đ / 21,9746°B 104,088998°Đ    | Nậm Xây Luông         | xã Nậm Xây huyện Văn Bàn tỉnh Lào Cai                                                           |
| Nậm Xây Nọi          | 12                 |                            | 2015          | 2017          | 21°57′47″B 104°03′25″Đ / 21,96292°B 104,057042°Đ   | Nậm Xây Nọi           | xã Nậm Xây và Nậm Xé huyện Văn Bàn tỉnh Lào Cai                                                 |
| Nậm Ban (3 bậc)      | 50                 |                            | 2014          | 2019          | 22°24′05″B 103°06′28″Đ / 22,401304°B 103,107693°Đ  | Nậm Ban               | xã Nậm Ban huyện Nậm Nhùn tỉnh Lai Châu                                                         |
| Nậm Bụm 1            | 16                 | 56,8                       | 11/2018       | 9/2020        | 22°24′17″B 102°58′56″Đ / 22,404835°B 102,982097°Đ  | Nậm Bum               | xã Hua Bum huyện Nậm Nhùn tỉnh Lai Châu                                                         |
| Nậm Bụm 2            | 25                 | 85,1                       | 11/2019       | 2021          | 22°22′27″B 102°51′23″Đ / 22,374033°B 102,856309°Đ  | Nậm Bum               | xã Hua Bum huyện Nậm Nhùn tỉnh Lai Châu                                                         |
| Nậm Cát              | 5                  | 18                         |               | 2009          | 22°37′43″B 103°17′27″Đ / 22,628568°B 103,290918°Đ  | Nậm Cát               | xã Hoang Thèn huyện Phong Thổ tỉnh Lai Châu                                                     |
| Nậm Cấu 1            | 10                 |                            | 2017          |               | 22°25′54″B 102°47′54″Đ / 22,43157°B 102,798349°Đ   | Nậm Cấu               | xã Bum Tở huyện Mường Tè tỉnh Lai Châu                                                          |
| Nậm Cấu 2            | 10                 | 33,4                       | 2017          |               | 22°23′39″B 102°48′34″Đ / 22,394039°B 102,809521°Đ  | Nậm Cấu               | xã Bum Tở huyện Mường Tè tỉnh Lai Châu                                                          |
| Nậm Chiến 2          | 32                 | 132                        | 2007          | 2009          | 21°30′00″B 104°05′27″Đ / 21,500128°B 104,090833°Đ  | Nậm Chiến             | xã Chiềng San huyện Mường La tỉnh Sơn La                                                        |
| Pá Chiến             | 22                 | 82                         | 2012          | 2013          | 21°28′34″B 104°02′25″Đ / 21,476039°B 104,040272°Đ  | Nậm Chiến             | xã Chiềng San huyện Mường La tỉnh Sơn La                                                        |
| Nậm Chim 1           | 16                 |                            | 2006          | 2010          | 21°20′34″B 104°21′00″Đ / 21,342677°B 104,350098°Đ  | Nậm Chim              | huyện Bắc Yên tỉnh Sơn La                                                                       |
| Nậm Chim 1A          | 10                 |                            | 2013          | 2015          |                                                    | Nậm Chim              | huyện Bắc Yên tỉnh Sơn La                                                                       |
| Nậm Chim 1B          | 10                 |                            | 2016          |               |                                                    | Nậm Chim              | huyện Bắc Yên tỉnh Sơn La                                                                       |
| Nậm Chim 2           | 14                 |                            | 2013          | 2015          | 21°18′58″B 104°17′30″Đ / 21,316158°B 104,291768°Đ  | Nậm Chim              | xã Chim Vàn huyện Bắc Yên tỉnh Sơn La                                                           |
| Mường Mươn           | 22                 |                            | 2018          |               | 21°44′57″B 103°02′21″Đ / 21,749166°B 103,039099°Đ  | Nậm Chim              | xã Ma Thì Hồ và Na Sang huyện Mường Chà tỉnh Điện Biên                                          |
| Phi Lĩnh             | 16                 |                            | 2017          | 2020          | 21°47′06″B 102°57′06″Đ / 21,784984°B 102,95179°Đ   | Nậm Chim              | xã Si Pa Phìn huyện Nậm Pồ tỉnh Điện Biên                                                       |
| Nậm Củm 4            | 54                 | 237                        | 2017          | 2019          | 22°31′52″B 102°35′46″Đ / 22,530978°B 102,596181°Đ  | Nậm Củm               | xã Mường Tè huyện Mường Tè tỉnh Lai Châu                                                        |
| Nậm Đích 1           | 18                 | 61,6                       | 2018          | 10/2020       | 22°14′12″B 103°37′11″Đ / 22,236584°B 103,619826°Đ  | Nậm Đích              | xã Khun Há huyện Tam Đường tỉnh Lai Châu                                                        |
| Đông Pao             | 6.5                | 27                         | 2019          | 2021          |                                                    | Nậm Đích              | xã Bản Hon huyện Tam Đường tỉnh Lai Châu                                                        |
| Chu Va 2             | 12                 |                            | 11/2017       | 5/2019        |                                                    | Nậm Giê               | xã Sơn Bình huyện Tam Đường tỉnh Lai Châu                                                       |
| Nậm Giôn             | 20                 |                            | 2007          | 2011          | 21°40′22″B 103°46′18″Đ / 21,67278°B 103,77167°Đ    | Nậm Giôn              | xã Nậm Giôn huyện Mường La và xã Chiềng Ơn huyện Quỳnh Nhai tỉnh Sơn La                         |
| Nậm He               | 16                 | 59                         | 2010          | 2014          | 21°57′54″B 103°06′05″Đ / 21,964962°B 103,101254°Đ  | Nậm He                | xã Mường Tùng huyện Mường Chà tỉnh Điện Biên                                                    |
| Nậm Hồng 1&2         | 16                 |                            | 2011          | 2013          | 21°27′27″B 104°11′35″Đ / 21,4575°B 104,19306°Đ     | Nậm Hồng              | xã Chiềng Công huyện Mường La tỉnh Sơn La                                                       |
| Nậm Khốt             | 14                 | 56                         | 2007          | 2011          | 21°37′53″B 104°10′18″Đ / 21,631508°B 104,171764°Đ  | Nậm Khắt              | xã Ngọc Chiến huyện Mường La tỉnh Sơn La                                                        |
| Khao Mang Thượng     | 24.5               | 71                         | 2012          | 2015          | 21°52′03″B 103°59′56″Đ / 21,867566°B 103,999024°Đ  | Nậm Kim               | xã Khao Mang huyện Mù Cang Chải tỉnh Yên Bái                                                    |
| Khao Mang Hạ         | 30                 |                            | 2013          | 2017          | 21°52′41″B 103°56′35″Đ / 21,87793°B 103,942984°Đ   | Nậm Kim               | xã Khao Mang, Lao Chải & Hồ Bốn huyện Mù Cang Chải tỉnh Yên Bái                                 |
| Hồ Bốn               | 18                 | 73                         | 2008          | 2012          | 21°52′40″B 103°56′31″Đ / 21,877756°B 103,941975°Đ  | Nậm Kim               | xã Hồ Bốn huyện Mù Căng Chải tỉnh Yên Bái                                                       |
| Mường Kim            | 13.5               | 54                         | 2007          | 2010          | 21°52′33″B 103°55′25″Đ / 21,875909°B 103,923733°Đ  | Nậm Kim               | xã Hồ Bốn huyện Mù Căng Chải tỉnh Yên Bái                                                       |
| Mường Kim 2          | 10.5               |                            | 2018          | 2020          | 21°52′32″B 103°53′36″Đ / 21,875658°B 103,893396°Đ  | Nậm Kim               | xã Mường Kim huyện Than Uyên tỉnh Lai Châu & xã Hồ Bốn huyện Mù Căng Chải tỉnh Yên Bái          |
| Nậm La               | 32                 | 103,5                      | 12/2007       | 2011          | 21°24′18″B 103°59′01″Đ / 21,404925°B 103,983642°Đ  | Nậm La                | xã Chiềng Xôm và Mường Bú huyện Mường La tỉnh Sơn La                                            |
| Nậm Lụm 2            | 18                 | 69,4                       | 2018          | 5/2021        | 22°37′28″B 103°22′53″Đ / 22,62449°B 103,381327°Đ   | Nậm Lụm               | xã Bản Lang huyện Phong Thổ tỉnh Lai Châu                                                       |
| Suối Lừm 1           | 20                 | 80,3                       |               | 2013          | 21°22′15″B 104°13′08″Đ / 21,370791°B 104,218957°Đ  | Nậm Lừm               | xã Pắc Ngà và Hang Chú huyện Bắc Yên tỉnh Sơn La                                                |
| Suối Lừm 3           | 14                 |                            | 2011          | 2016          | 21°21′41″B 104°12′07″Đ / 21,361513°B 104,202069°Đ  | Nậm Lừm               | xã Pắc Ngà huyện Bắc Yên tỉnh Sơn La                                                            |
| Nậm Mở 2             | 12                 | 48,8                       | 12/2010       | 2013          | 21°46′22″B 103°54′28″Đ / 21,772664°B 103,907909°Đ  | Nậm Mở                | xã Khoen On huyện Than Uyên tỉnh Lai Châu                                                       |
| Nậm Mở 3             | 10                 | 40                         | 2007          | 2009          | 21°44′55″B 103°52′28″Đ / 21,748648°B 103,874458°Đ  | Nậm Mở                | xã Khoen On huyện Than Uyên tỉnh Lai Châu                                                       |
| Nậm Mu 2             | 10.2               |                            | 2015          | 2017          | 21°47′21″B 103°19′29″Đ / 21,789187°B 103,324687°Đ  | Nậm Mu                | xã Mường Mùn huyện Tuần Giáo tỉnh Điện Biên                                                     |
| Huổi Chan 1          | 15                 | 65                         | 2017          | 2020          | 21°36′19″B 103°01′22″Đ / 21,605379°B 103,022821°Đ  | Nậm Mức               | xã Mường Pồn huyện Điện Biên tỉnh Điện Biên                                                     |
| Long Tạo             | 42                 | 189                        | 2017          | 2019          | 21°42′51″B 103°12′58″Đ / 21,714051°B 103,216151°Đ  | Nậm Mức               | xã Pú Xi huyện Tuần Giáo và Mường Mươn Na Sang Huổi Mí huyện Mường Chà tỉnh Điện Biên           |
| Nậm Mức              | 44                 | 176                        | 2009          | 2014          | 21°47′53″B 103°17′37″Đ / 21,798081°B 103,293494°Đ  | Nậm Mức               | xã Mường Mùn huyện Tuần Giáo và xã Pa Ham huyện Mường Chà, tỉnh Điện Biên                       |
| Trung Thu            | 30                 | 124                        | 2014          | 2016          | 21°56′14″B 103°15′16″Đ / 21,937197°B 103,254475°Đ  | Nậm Mức               | xã Trung Thu huyện Tủa Chùa và xã Pa Ham huyện Mường Chà, tỉnh Điện Biên                        |
| Chiềng Ngàm Thượng   | 10                 | 41                         | 2011          | 2012          | 21°29′26″B 103°46′50″Đ / 21,490522°B 103,780571°Đ  | Suối Muội             | xã Chiềng Ngàm huyện Thuận Châu tỉnh Sơn La                                                     |
| Nậm Na 1             | 30                 | 125                        | 2015          | 6/2018        | 22°35′46″B 103°15′36″Đ / 22,596134°B 103,259937°Đ  | Nậm Na                | xã Hoang Thèn huyện Phong Thổ tỉnh Lai Châu                                                     |
| Nậm Na 2             | 66                 | 254                        | 2009          | 2015          | 22°29′37″B 103°13′54″Đ / 22,493591°B 103,231785°Đ  | Nậm Na                | xã Huổi Luông huyện Phong Thổ và xã Phìn Hồ huyện Sìn Hồ tỉnh Lai Châu                          |
| Nậm Na 3             | 84                 | 361                        | 2012          | 2015          | 22°17′57″B 103°09′41″Đ / 22,299178°B 103,161471°Đ  | Nậm Na                | xã Chăn Nưa huyện Sìn Hồ tỉnh Lai Châu                                                          |
| Nậm Nghẹ             | 7.5                |                            | 2017          |               | 22°25′00″B 102°57′10″Đ / 22,416647°B 102,95285°Đ   | Nậm Nghẹ              | xã Hua Bum huyện Nậm Nhùn tỉnh Lai Châu                                                         |
| Nậm Núa              | 10.8               |                            | 2015          | 2017          | 21°18′6″B 102°56′16″Đ / 21,30167°B 102,93778°Đ     | Nậm Nứa               | xã Pa Thơm huyện Điện Biên tỉnh Điện Biên                                                       |
| Nậm Pàn 5            | 34.5               |                            | 2010          |               | 21°20′49″B 104°00′50″Đ / 21,346895°B 104,014026°Đ  | Nậm Pàn               | xã Mường Bú huyện Mường La tỉnh Sơn La                                                          |
| Nậm Pay              | 7.5                | 25,3                       | 2014          | 2019          | 21°47′24″B 103°23′43″Đ / 21,79003°B 103,395168°Đ   | Nậm Pay               | xã Nà Tòng huyện Tuần Giáo tỉnh Điện Biên                                                       |
| Chiềng Công 1&2      | 8                  |                            | 2009          | 2011          | 21°27′26″B 104°12′37″Đ / 21,457178°B 104,210367°Đ  | Nậm Pia               | xã Chiềng Công huyện Mường La tỉnh Sơn La                                                       |
| Nậm Pia              | 15                 | 61                         | 2006          | 2009          | 21°26′43″B 104°10′09″Đ / 21,445197°B 104,1691°Đ    | Nậm Pia               | xã Chiềng Hoa huyện Mường La tỉnh Sơn La                                                        |
| Háng Đồng A          | 16                 |                            | 2012          | 2015          | 21°18′47″B 104°28′36″Đ / 21,312947°B 104,476603°Đ  | Sập                   | xã Háng Đồng huyện Bắc Yên tỉnh Sơn La                                                          |
| Háng Đồng A1         | 8.4                |                            | 2010          | 2012          | 21°15′57″B 104°32′27″Đ / 21,265794°B 104,540703°Đ  | Sập                   | xã Háng Đồng huyện Bắc Yên tỉnh Sơn La                                                          |
| Suối Sập 3           | 14                 | 51                         | 2008          | 2011          | 21°13′25″B 104°29′44″Đ / 21,223481°B 104,495428°Đ  | Sập                   | xã Phiêng Ban huyện Bắc Yên & xã Suối Bau huyện Phù Yên                                         |
| Sập Việt             | 21                 | 84                         | 2010          |               | 21°01′54″B 104°12′50″Đ / 21,031533°B 104,213836°Đ  | Sập                   | xã Sặp Vạt huyện Yên Châu tỉnh Sơn La                                                           |
| Nậm Sì Lường 1       | 30                 |                            | 2017          | 2020          | 22°26′33″B 102°50′01″Đ / 22,44241°B 102,833526°Đ   | Nậm Sì Lường          | xã Pa Vệ Sử huyện Mường Tè tỉnh Lai Châu                                                        |
| Nậm Sì Lường 3       | 21                 |                            | 2017          | 2020          |                                                    | Nậm Sì Lường          | xã Pa Vệ Sử và Bum Tở huyện Mường Tè tỉnh Lai Châu                                              |
| Nậm Sì Lường 4       | 20                 |                            | 2017          | 2020          |                                                    | Nậm Sì Lường          | xã Pa Vệ Sử và Bum Tở huyện Mường Tè tỉnh Lai Châu                                              |
| Tô Buông - Đông Khùa | 10.1               | 43                         | 12/2013       | 11/2017       | 20°56′58″B 104°24′55″Đ / 20,949311°B 104,415406°Đ  | Tô Buông              | xã Tú Nang huyện Yên Châu tỉnh Sơn La                                                           |
| Nậm Xá               | 9.6                |                            | 2012          | 2015          | 21°28′33″B 104°11′4″Đ / 21,47583°B 104,18444°Đ     | Nậm Xá                | xã Chiềng Ân huyện Mường La tỉnh Sơn La                                                         |
| Nậm Pạc              | 34                 | 150                        | 2018          | 2020          | 22°31′17″B 103°28′10″Đ / 22,521305°B 103,46933°Đ   | Nậm Xe                | xã Nậm Xe và Sin Suối Hồ huyện Phong Thổ tỉnh Lai Châu                                          |
| Xím Vàng 2           | 6.6                | 68                         | 2017          | 2019          | 21°20′34″B 104°21′00″Đ / 21,342677°B 104,350098°Đ  | Xím Vàng              | xã Xím Vàng và Hang Chú huyện Bắc Yên tỉnh Sơn La                                               |
| Tà Cọ                | 30                 | 132                        | 2009          | 2012          | 20°58′11″B 103°38′00″Đ / 20,969853°B 103,633418°Đ  | Nậm Công              | Tt. Sốp Cộp huyện Sốp Cộp tỉnh Sơn La                                                           |
| Nậm Hóa 1            | 18                 | 70                         | 2011          | 2015          | 21°21′20″B 103°24′27″Đ / 21,35565°B 103,407597°Đ   | Nậm Hua               | xã Mường Bám huyện Thuận Châu tỉnh Sơn La                                                       |
| Sông Mã 3            | 29.5               | 104,5                      | 3/2016        |               | 21°14′04″B 103°18′40″Đ / 21,234365°B 103,311204°Đ  | Sông Mã               | xã Phì Nhừ và Mường Luân huyện Điện Biên Đông tỉnh Điện Biên                                    |
| Mường Hung           | 24                 | 93                         | 2017          | 2019          | 20°58′50″B 103°49′04″Đ / 20,980501°B 103,817656°Đ  | Sông Mã               | xã Mường Hung và Chiềng Cang huyện Sông Mã tỉnh Sơn La                                          |
| Nà Lơi               | 9.3                | 46                         | 2000          | 2003          | 21°28′07″B 103°03′30″Đ / 21,468675°B 103,058425°Đ  | Nậm Rốm               | xã Thanh Minh huyện Điện Biên tỉnh Điện Biên                                                    |
| Thác Trắng           | 6                  | 22                         | 2004          | 2006          | 21°27′29″B 103°04′42″Đ / 21,457978°B 103,0782°Đ    | Nậm Rốm               | xã Nà Nhạn huyện Điện Biên tỉnh Điện Biên                                                       |
| Nậm Sọi              | 10                 | 35,8                       | 2008          | 2010          | 20°54′46″B 103°44′08″Đ / 20,912677°B 103,735444°Đ  | Nậm Sọi               | xã Mường Cai huyện Sông Mã tỉnh Sơn La                                                          |
| Sông Âm              | 13                 | 42,7                       | 2018          | 2020          |                                                    | Sông Âm               | xã Tam Văn huyện Lang Chánh tỉnh Thanh Hóa                                                      |
| Ca Nan (1&2)         | 23                 | 80                         | 2017          | 2018          | 19°19′08″B 104°15′23″Đ / 19,318968°B 104,256259°Đ  | Ca Nan                | xã Chiêu Lưu, Hữu Kiệm và Na Ngoi, huyện Kỳ Sơn tỉnh Nghệ An                                    |
| Nậm Cắn 2            | 20                 | 67                         | 2013          | 2015          | 19°26′24″B 104°05′43″Đ / 19,440078°B 104,095187°Đ  | Nậm Cắn               | xã Tà Cạ và Nậm Cắn huyện Kỳ Sơn Nghệ An\|Kỳ Sơn tỉnh Nghệ An                                   |
| Trí Nang             | 5.4                |                            |               |               | 20°06′31″B 105°11′13″Đ / 20,108672°B 105,186931°Đ  | Sông Cáy              | xã Trí Nang huyện Lang Chánh tỉnh Thanh Hóa                                                     |
| Xoỏng Con            | 15                 | 55                         | 2009          | 2012          | 19°11′58″B 104°28′37″Đ / 19,199568°B 104,476973°Đ  | Chà Lạp               | xã Tam Thái huyện Tương Dương tỉnh Nghệ An                                                      |
| Hương Sơn            | 33                 | 143                        | 2004          | 2012          | 18°26′46″B 105°09′05″Đ / 18,446022°B 105,151275°Đ  | Nậm Chốt              | xã Sơn Kim 1 huyện Hương Sơn tỉnh Hà Tĩnh                                                       |
| Đồng Văn             | 28                 | 102                        | 2016          |               | 19°53′08″B 105°07′03″Đ / 19,885577°B 105,117378°Đ  | Sông Chu              | xã Đồng Văn huyện Quế Phong tỉnh Nghệ An                                                        |
| Dốc Cáy              | 15                 |                            |               | 2013          | 19°57′22″B 105°16′36″Đ / 19,956111°B 105,276667°Đ  | Sông Chu              | xã Lương Sơn huyện Thường Xuân tỉnh Thanh Hóa                                                   |
| Cửa Đạt              | 97                 | 430                        | 2/2004        | 11/2010       | 19°52′41″B 105°16′23″Đ / 19,878189°B 105,273122°Đ  | Sông Chu              | xã Xuân Mỹ huyện Thường Xuân tỉnh Thanh Hóa                                                     |
| Xuân Minh            | 15                 | 65,1                       | 2016          | 2018          | 19°52′55″B 105°20′05″Đ / 19,881981°B 105,3346°Đ    | Sông Chu              | xã Xuân Cẩm huyện Thường Xuân tỉnh Thanh Hoá                                                    |
| Bản Cốc              | 18                 | 80                         | 2005          | 2009          | 19°36′19″B 104°51′32″Đ / 19,605331°B 104,858981°Đ  | Nậm Giải              | xã Châu Kim và Nậm Giải huyện Quế Phong tỉnh Nghệ An                                            |
| La Trọng             | 18                 | 60                         | 2007          | 2015          | 17°52′01″B 105°47′54″Đ / 17,86695°B 105,798465°Đ   | Sông Gianh            | xã Trọng Hóa huyện Minh Hóa tỉnh Quảng Bình                                                     |
| Sông Quang           | 32                 | 48                         | 2007          | 2016          | 19°34′05″B 104°46′06″Đ / 19,5681°B 104,768269°Đ    | Sông Hiếu             | xã Châu Thôn huyện Quế Phong tỉnh Nghệ An                                                       |
| Bản Mồng             | 42                 |                            | 2010          | 2018          | 19°27′10″B 105°17′57″Đ / 19,452732°B 105,299201°Đ  | Sông Hiếu             | xã Yên Hợp huyện Quỳ Hợp tỉnh Nghệ An                                                           |
| Nậm Nơn              | 20                 | 89                         | 12/2011       | 2015          | 19°17′46″B 104°25′15″Đ / 19,29621°B 104,420913°Đ   | Nậm Lam               | xã Lượng Minh huyện Tương Dương tỉnh Nghệ An                                                    |
| Chi Khê              | 41                 | 200                        | 2013          | 2016          | 19°05′18″B 104°48′08″Đ / 19,088325°B 104,802233°Đ  | Sông Lam              | xã Con Cuông & Tương Dương tỉnh Nghệ An                                                         |
| Tam Thanh            | 7                  |                            | 2017          | 2020          |                                                    | Sông Lò               | xã Tam Thanh huyện Quan Sơn tỉnh Thanh Hóa                                                      |
| Sơn Lư               | 7                  |                            | 2017          | 2020          |                                                    | Sông Lò               | xã Sơn Lư huyện Quan Sơn tỉnh Thanh Hóa                                                         |
| Trung Xuân           | 10.5               | 40                         | 10/2017       | 2020          | 20°21′15″B 105°05′35″Đ / 20,354133°B 105,093136°Đ  | Sông Lò               | xã Trung Xuân huyện Quan Sơn tỉnh Thanh Hóa                                                     |
| Thành Sơn            | 30                 | 123                        | 2015          | 2018          | 20°35′24″B 104°54′22″Đ / 20,589884°B 104,906245°Đ  | Sông Mã               | xã Thành Sơn và Trung Thành huyện Quan Hóa tỉnh Thanh Hóa                                       |
| Bá Thước 1           | 60                 | 216                        | 11/2013       | 8/2017        | 20°19′10″B 105°10′23″Đ / 20,319325°B 105,173011°Đ  | Sông Mã               | xã Thiết Kế huyện Bá Thước tỉnh Thanh Hóa                                                       |
| Bá Thước 2           | 80                 | 400                        | 2009          | 2012          | 20°19′21″B 105°19′40″Đ / 20,322575°B 105,32783°Đ   | Sông Mã               | xã Điền Lư huyện Bá Thước tỉnh Thanh Hóa                                                        |
| Cẩm Thủy 1           | 28.6               | 138                        | 2013          | 2018          | 20°14′06″B 105°24′15″Đ / 20,235125°B 105,404289°Đ  | Sông Mã               | xã Cẩm Thành và Cẩm Lương huyện Cẩm Thủy tỉnh Thanh Hóa                                         |
| Nậm Mô               | 18                 | 65                         | 2010          | 2013          | 19°24′51″B 104°06′44″Đ / 19,414225°B 104,112322°Đ  | Nậm Mô                | xã Tà Cạ huyện Kỳ Sơn tỉnh Nghệ An                                                              |
| Bản Ang              | 17                 | 70                         | 2015          |               | 19°16′05″B 104°24′32″Đ / 19,268056°B 104,408889°Đ  | Nậm Mộ                | xã Xá Lượng huyện Tương Dương tỉnh Nghệ An                                                      |
| Hố Hô                | 14                 | 55                         | 2004          | 2010          | 18°02′47″B 105°50′00″Đ / 18,046367°B 105,833414°Đ  | Ngàn Sâu              | xã Hương Hóa tỉnh Quảng Bình & Hương Khê tỉnh Hà Tĩnh                                           |
| Nậm Pông             | 32                 | 130                        | 3/2008        | 1/2014        | 19°31′06″B 105°02′16″Đ / 19,518444°B 105,037708°Đ  | Nậm Pông              | xã Châu Hạnh và Châu Phong huyện Quỳ Châu tỉnh Nghệ An                                          |
| Châu Thắng           | 14                 |                            | 2013          | 2017          | 19°36′02″B 104°59′36″Đ / 19,600663°B 104,993269°Đ  | Sông Quàng            | xã Châu Thắng huyện Quỳ Châu và xã Tiền Phong huyện Quế Phong tỉnh Nghệ An                      |
| Nhạn Hạc             | 59                 | 206                        | 2015          | 2018          | 19°32′19″B 104°57′27″Đ / 19,538489°B 104,957492°Đ  | Sông Quàng            | xã Mường Nọc huyện Quế Phong tỉnh Nghệ An                                                       |
| Khe Rôn              | 6                  | 21                         | 2007          | 2009          | 17°55′01″B 105°58′14″Đ / 17,916839°B 105,970611°Đ  | Khe Rôn               | xã Lê Hóa huyện Tuyên Hóa tỉnh Quảng Bình                                                       |
| Khe Thơi             | 12                 | 38                         | 2015          | 2019          | 19°06′42″B 104°43′03″Đ / 19,111692°B 104,717428°Đ  | Khe Thơi              | xã Lạng Khê huyện Con Cuông tỉnh Nghệ An                                                        |
| Châu Thôn            | 27                 | 112                        | 2007          | 2016          | 19°34′59″B 104°48′00″Đ / 19,582964°B 104,800028°Đ  | Nậm Tột               | xã Châu Thôn huyện Quế Phong tỉnh Nghệ An                                                       |
| La Tó                | 12.6               | 44,3                       | 2018          | 2020          | 16°30′21″B 107°01′53″Đ / 16,505831°B 107,0313°Đ    | Khe A Cho             | xã Húc Nghì huyện Đakrông tỉnh Quảng Trị                                                        |
| Thượng Lộ            | 5.2                | 21,4                       | 2011          | 9/2015        | 16°08′33″B 107°44′56″Đ / 16,142627°B 107,748969°Đ  | Ba Ran                | xã Thượng Lộ và Hương Lộc huyện Nam Đông, tỉnh Thừa Thiên Huế                                   |
| A Roàng              | 7.2                | 30                         | 2012          | 2015          | 16°07′29″B 107°23′43″Đ / 16,124766°B 107,395365°Đ  | Sông Bồ               | xã A Roàng huyện A Lưới tỉnh Thừa Thiên Huế                                                     |
| Hương Điền           | 81                 | 300                        | 2005          | 2010          | 16°27′36″B 107°25′24″Đ / 16,460069°B 107,423342°Đ  | Sông Bồ               | xã Hương Vân huyện Hương Trà tỉnh Thừa Thiên Huế                                                |
| Sông Bồ              | 20                 | 68,7                       | 2018          | 2020          | 16°14′39″B 107°22′25″Đ / 16,24424°B 107,373653°Đ   | Sông Bồ               | xã Hồng Hạ huyện A Lưới tỉnh Thừa Thiên Huế                                                     |
| Đakrông 1            | 12                 | 45,65                      | 2009          | 1/2018        | 16°29′49″B 106°58′20″Đ / 16,496989°B 106,97221°Đ   | Đakrông               | xã Húc Nghì huyện Đakrông tỉnh Quảng Trị                                                        |
| Đakrông 2            | 18                 |                            | 2011          | 5/2013        | 16°38′58″B 106°49′00″Đ / 16,649361°B 106,81661°Đ   | Đakrông               | xã Đakrông huyện Đakrông tỉnh Quảng Trị                                                         |
| Đakrông 3            | 8                  |                            | 8/2010        | 10/2012       | 16°33′46″B 106°57′13″Đ / 16,562672°B 106,953681°Đ  | Đakrông               | xã Tà Long huyện Đakrông tỉnh Quảng Trị                                                         |
| Đakrông 4            | 24                 | 85                         | 10/2009       | 12/2019       | 16°35′50″B 106°52′56″Đ / 16,597087°B 106,882203°Đ  | Đakrông               | xã Ba Nang huyện Đakrông tỉnh Quảng Trị                                                         |
| Bình Điền            | 44                 | 181                        | 2005          | 2009          | 16°19′02″B 107°30′10″Đ / 16,317242°B 107,502767°Đ  | Hữu Trạch             | xã Bình Điền huyện Hương Trà tỉnh Thừa Thiên Huế                                                |
| Khe Nghi             | 8                  | 29,5                       | 10/2014       | 2016          | 16°42′01″B 106°46′24″Đ / 16,700381°B 106,773225°Đ  | Khe Nghi              | xã Hướng Linh huyện Hướng Hóa tỉnh Quảng Trị                                                    |
| Quảng Trị            | 64                 | 217,4                      | 2003          | 2009          | 16°41′22″B 106°42′18″Đ / 16,689362°B 106,704954°Đ  | Rào Quán              | xã Hướng Tân huyện Hướng Hóa tỉnh Quảng Trị                                                     |
| Hạ Rào Quán          | 6.4                | 24,2                       |               | 5/2011        | 16°38′54″B 106°46′10″Đ / 16,648312°B 106,769382°Đ  | Rào Quán              | xã Tân Hợp huyện Hướng Hóa tỉnh Quảng Trị                                                       |
| A Lin B1             | 42                 | 165                        | 10/2010       | 1/2019        | 16°18′43″B 107°08′55″Đ / 16,311886°B 107,1487°Đ    | A Lin                 | xã Trung Sơn huyện A Lưới tỉnh Thừa Thiên Huế                                                   |
| Hướng Phùng          | 18                 | 76,8                       | 2018          | 2021          | 16°42′35″B 106°34′00″Đ / 16,709837°B 106,566643°Đ  | Sông Sen              | xã Hướng Phùng huyện Hướng Hóa tỉnh Quảng Trị                                                   |
| Tả Trạch             | 21                 | 85                         | 2008          | 2013          | 16°18′59″B 107°38′15″Đ / 16,316453°B 107,637447°Đ  | Tả Trạch              | xã Dương Hòa Tx. Hương Thủy tỉnh Thừa Thiên Huế                                                 |
| A Lin B2             | 20                 |                            | 2016          | 11/2019       | 16°24′15″B 107°12′10″Đ / 16,404101°B 107,202715°Đ  | Rào Trăng             | xã Phong Xuân huyện Phong Điền tỉnh Thừa Thiên Huế                                              |
| Rào Trăng 3          | 13                 |                            | 2016          | 2019          | 16°24′38″B 107°13′41″Đ / 16,410472°B 107,228174°Đ  | Rào Trăng             | xã Phong Xuân huyện Phong Điền tỉnh Thừa Thiên Huế                                              |
| Rào Trăng 4          | 14                 | 46                         | 2016          | 2019          | 16°23′50″B 107°17′53″Đ / 16,39731°B 107,298038°Đ   | Rào Trăng             | xã Phong Xuân huyện Phong Điền tỉnh Thừa Thiên Huế                                              |
| A Vương 3            | 4.8                | 25                         | 2011          | 7/2016        | 15°55′06″B 107°34′14″Đ / 15,918274°B 107,570552°Đ  | A Vương               | xã A Vương huyện Tây Giang tỉnh Quảng Nam                                                       |
| Za Hưng              | 30                 | 123                        | 2007          | 2009          | 15°51′36″B 107°39′14″Đ / 15,860025°B 107,653831°Đ  | A Vương               | xã Za Hung huyện Đông Giang tỉnh Quảng Nam                                                      |
| Sông Bung 4A         | 49                 | 199                        | 2009          | 2012          | 15°45′53″B 107°40′49″Đ / 15,764647°B 107,680164°Đ  | Sông Bung             | Tt. Thạnh Mỹ huyện Nam Giang tỉnh Quảng Nam                                                     |
| Sông Bung 5          | 57                 | 225                        | 2011          | 2013          | 15°48′28″B 107°44′50″Đ / 15,807653°B 107,747153°Đ  | Sông Bung             | Tt. Thạnh Mỹ huyện Nam Giang tỉnh Quảng Nam                                                     |
| Sông Bung 6          | 29                 | 121                        | 2010          | 2012          | 15°49′07″B 107°46′43″Đ / 15,818625°B 107,778736°Đ  | Sông Bung             | Tt. Thạnh Mỹ huyện Nam Giang và xã Ka Dăng huyện Đông Giang tỉnh Quảng Nam                      |
| Sông Kôn 2           | 63                 | 209                        | 2005          | 2009          | 15°55′59″B 107°48′29″Đ / 15,933172°B 107,808119°Đ  | Sông Kôn              | xã Sông Kôn huyện Đông Giang tỉnh Quảng Nam                                                     |
| Đăk Mek 3            | 7.5                |                            | 2009          | 2018          | 15°09′10″B 107°53′31″Đ / 15,152793°B 107,891937°Đ  | Đăk Mek               | xã Đăk Choong huyện Đăk Glei tỉnh Kon Tum                                                       |
| Đăk Mi 1             | 84                 | 360                        |               |               | 15°08′47″B 107°54′27″Đ / 15,146389°B 107,907591°Đ  | Đăk Mi                | xã Đăk Choong huyện Đăk Glei tỉnh Kon Tum                                                       |
| Đăk Mi 1A            | 11                 |                            |               |               | 15°10′59″B 107°49′06″Đ / 15,182962°B 107,818426°Đ  | Đăk Mi                | xã Đăk Choong huyện Đăk Glei tỉnh Kon Tum                                                       |
| Đăk Mi 2             | 98                 | 415                        | 10/2007       | 2019          | 15°13′47″B 107°48′47″Đ / 15,22979°B 107,813107°Đ   | Đăk Mi                | xã Phước Lộc và Phước Công huyện Phước Sơn tỉnh Quảng Nam                                       |
| Đăk Mi 3             | 63                 | 211,9                      | 4/2014        | 08/2017       | 15°19′07″B 107°49′27″Đ / 15,318668°B 107,824145°Đ  | Đăk Mi                | xã Phước Chánh huyện Phước Sơn tỉnh Quảng Nam                                                   |
| Đăk Mi 4C            | 18                 | 69                         | 2008          | 2012          | 15°27′51″B 107°55′44″Đ / 15,464153°B 107,929014°Đ  | Đăk Mi                | xã Phước Hòa huyện Phước Sơn tỉnh Quảng Nam                                                     |
| Sông Tranh 3         | 62                 | 230                        | 7/2010        | 2013          | 15°26′40″B 108°08′35″Đ / 15,444314°B 108,143006°Đ  | Thu Bồn               | xã Phước Gia huyện Hiệp Đức và xã Tiên Lãnh huyện Tiên Phước tỉnh Quảng Nam                     |
| Sông Tranh 4         | 48                 | 180                        | 2011          | 2020          | 15°31′37″B 108°08′49″Đ / 15,527058°B 108,147067°Đ  | Sông Tranh            | xã Quế Lưu và Thăng Phước huyện Hiệp Đức tỉnh Quảng Nam                                         |
| An Điềm 2            | 15.6               | 78,3                       |               | 10/2010       | 15°55′58″B 107°54′12″Đ / 15,932876°B 107,903381°Đ  | Sông Vàng             | xã Ba huyện Đông Giang tỉnh Quảng Nam                                                           |
| An Điềm              | 5.4                | 25                         | 1984          | 6/1991        | 15°54′09″B 107°52′51″Đ / 15,902442°B 107,880857°Đ  | Sông Vàng             | xã Đại Lãnh huyện Đại Lộc tỉnh Quảng Nam                                                        |
| Ayun Thượng 1A       | 12                 | 49,8                       | 2009          | 2011          | 13°55′43″B 108°13′53″Đ / 13,928674°B 108,231445°Đ  | A Yun                 | xã Lơ Pang huyện Mang Yang và xã H’Nol huyện Đăk Đoa tỉnh Gia Lai                               |
| Ayun Trung           | 16.5               | 48                         | 2015          | 2018          | 13°46′35″B 108°10′01″Đ / 13,776398°B 108,166938°Đ  | A Yun                 | xã Đê Ar huyện Mang Yang tỉnh Gia Lai                                                           |
| H'Chan               | 12                 |                            | 2002          | 2006          | 13°50′10″B 108°10′43″Đ / 13,836132°B 108,178741°Đ  | A Yun                 | xã Đê Ar huyện Mang Yang tỉnh Gia Lai                                                           |
| H'Mun                | 16.3               | 66                         | 2009          | 2011          | 13°48′40″B 108°09′50″Đ / 13,811043°B 108,163849°Đ  | A Yun                 | xã Bar Măih huyện Chư Sê và xã Đê Ar huyện Mang Yang tỉnh Gia Lai                               |
| Đăk Srông            | 18                 | 68                         | 2006          | 2010          | 13°45′57″B 108°31′25″Đ / 13,765867°B 108,523597°Đ  | Sông Ba               | xã Kông Chro Kông Chro tỉnh Gia Lai                                                             |
| Đăk Srông 2          | 24                 | 86                         | 2008          | 2010          | 13°40′43″B 108°33′54″Đ / 13,678575°B 108,564947°Đ  | Sông Ba               | xã Yang Nam huyện Kông Chro tỉnh Gia Lai                                                        |
| Đăk Srông 2A         | 18                 | 60                         | 2009          | 2011          | 13°40′43″B 108°33′54″Đ / 13,678575°B 108,564947°Đ  | Sông Ba               | xã Yang Nam huyện Kông Chro tỉnh Gia Lai                                                        |
| Đăk Srông 3A         | 10                 | 37                         | 2011          | 2014          | 13°20′50″B 108°31′56″Đ / 13,347275°B 108,53225°Đ   | Sông Ba               | xã Ia RSươm huyện Krông Pa tỉnh Gia Lai                                                         |
| Đăk Srông 3B         | 20                 | 75                         | 2010          | 2012          | 13°20′17″B 108°33′31″Đ / 13,338092°B 108,558719°Đ  | Sông Ba               | xã Ia RSươm huyện Krông Pa tỉnh Gia Lai                                                         |
| Krông H'năng         | 64                 | 250                        | 2005          | 2010          | 12°56′30″B 108°42′41″Đ / 12,941749°B 108,711315°Đ  | Sông Ba               | xã Ea Ly huyện Sông Hinh tỉnh Phú Yên và xã Ea Sô huyện Ea Kar tỉnh Đắk Lắk                     |
| Krông Pa 2           | 15                 | 53                         | 2015          | 2018          | 14°23′10″B 108°26′05″Đ / 14,386°B 108,4348°Đ       | Krông Pa              | xã ĐakRông huyện Kbang tỉnh Gia Lai                                                             |
| Đăk Ble              | 5                  | 20,1                       | 2015          | 2017          |                                                    | Đăk Ble               | xã Krong huyện Kbang tỉnh Gia Lai                                                               |
| Hà Nang              | 11                 | 70                         | 2008          | 2011          | 15°17′35″B 108°29′15″Đ / 15,293162°B 108,487524°Đ  | Cà Đú                 | xã Trà Thủy huyện Trà Bồng tỉnh Quảng Ngãi                                                      |
| Krông Hin            | 5                  | 30                         | 2004          | 2006          | 12°45′10″B 108°52′01″Đ / 12,752642°B 108,867038°Đ  | Ea Krông Hin          | xã Cư Króa huyện M'Drắk tỉnh Đắk Lắk                                                            |
| Ea M'Doal 2          | 5                  |                            |               | 2010          | 12°46′19″B 108°52′56″Đ / 12,77208°B 108,882135°Đ   | Ea M'Doal             | xã Ea M'Doal huyện M'Drắk tỉnh Đắk Lắk                                                          |
| Ea M'Doal 3          | 5                  |                            |               | 2010          | 12°48′00″B 108°55′43″Đ / 12,799883°B 108,928683°Đ  | Ea M'Doal             | xã Ea M'Doal huyện M'Drắk tỉnh Đắk Lắk                                                          |
| Đăk Ne               | 8.1                | 60                         | 2/2007        | 9/2010        | 14°31′41″B 108°13′09″Đ / 14,528122°B 108,219058°Đ  | Đăk Ne                | xã Đăk Tơ Lung huyện Kon Rẫy tỉnh Kon Tum                                                       |
| Đăk Pi Hao 4         | 9                  |                            |               |               | 13°43′07″B 108°25′16″Đ / 13,718667°B 108,421052°Đ  | Đăk Pi Hao            | xã Chơ Long huyện Kông Chro tỉnh Gia Lai                                                        |
| Đăk Bla 1            | 15                 | 61,6                       | 6/2015        | 7/2018        | 14°25′46″B 108°08′49″Đ / 14,429366°B 108,146869°Đ  | Đăk Bla               | xã Đăk Ruồng huyện Kon Rẫy tỉnh Kon Tum                                                         |
| Ea Đrăng 2           | 6.4                | 25                         | 2007          | 2011          | 13°14′24″B 108°03′37″Đ / 13,240094°B 108,060254°Đ  | Ea Đrăng              | xã Ea Wy huyện Ea H'leo tỉnh Đắk Lắk                                                            |
| Ia Grai 1            | 10.8               |                            | 6/2009        | 8/2012        | 13°58′32″B 107°43′40″Đ / 13,975675°B 107,727761°Đ  | Ia Grăng              | xã Ia Grăng huyện Ia Grai tỉnh Gia Lai                                                          |
| Ia Grai 2            | 7.5                |                            |               | 2014          | 13°58′32″B 107°47′34″Đ / 13,975558°B 107,792806°Đ  | Ia Grai               | xã Ia Tô huyện Ia Grai tỉnh Gia Lai                                                             |
| Ia Grai 3            | 7.5                | 40                         | 2004          | 2007          | 14°01′20″B 107°38′56″Đ / 14,022164°B 107,649025°Đ  | Ia Grai               | xã Ia Kha huyện Ia Grai tỉnh Gia Lai                                                            |
| Yan Tann Sien        | 19.5               | 79                         | 2008          | 2010          | 12°09′10″B 108°22′43″Đ / 12,152644°B 108,378689°Đ  | Đak Heur              | xã Đưng K'Nớ huyện Lạc Dương tỉnh Lâm Đồng                                                      |
| Ia Krel 2            | 5.5                |                            | 2009          |               | 13°47′18″B 107°32′58″Đ / 13,788398°B 107,549434°Đ  | Ia Krel               | xã Ia Dom huyện Đức Cơ tỉnh Gia Lai                                                             |
| Đăk Đoa              | 14                 | 56                         | 2007          | 2010          | 14°11′05″B 108°06′23″Đ / 14,184733°B 108,106353°Đ  | Ia Krom               | xã Đăk Sơ Mei và Đăk Krong huyện Đăk Đoa tỉnh Gia Lai                                           |
| Hà Tây               | 9                  | 38                         | 5/2013        | 2015          | 14°14′24″B 108°06′23″Đ / 14,240078°B 108,106299°Đ  | Ia Krom (Đăk Pơ Tang) | xã Hà Tây huyện Chư Păh tỉnh Gia Lai                                                            |
| Krông Kmar           | 12                 | 60                         | 2005          | 2008          | 12°27′07″B 108°20′14″Đ / 12,451969°B 108,337206°Đ  | Krông Kmar            | Tt. Krông Kmar huyện Krông Bông tỉnh Đắk Lắk                                                    |
| Buôn Tua Srah        | 86                 | 359                        | 2004          | 2009          | 12°17′07″B 108°02′18″Đ / 12,285192°B 108,038286°Đ  | Krông Nô              | xã Nam Ka huyện Lắk tỉnh Đắk Lắk và xã Quảng Phú huyện Krông Nô tỉnh Đắk Nông                   |
| Krông Nô 2           | 30                 | 106                        | 2010          | 2017          | 12°15′14″B 108°21′21″Đ / 12,253908°B 108,355733°Đ  | Krông Nô              | xã Đưng K’Nớ huyện Lạc Dương tỉnh Lâm Đồng, và xã Bông Krang huyện Lắk tỉnh Đắk Lắk             |
| Krông Nô 3           | 18                 | 63,5                       | 2010          | 2016          | 12°12′42″B 108°17′05″Đ / 12,211661°B 108,284672°Đ  | Krông Nô              | xã Đạ Tông huyện Đam Rông tỉnh Lâm Đồng, và xã Krông Nô huyện Lắk tỉnh Đắk Lắk                  |
| Đăk N'teng           | 13                 | 53                         |               | 2011          | 12°11′45″B 107°55′36″Đ / 12,195769°B 107,926781°Đ  | Krông Nô              | xã Quảng Sơn huyện Đăk Glong tỉnh Đắk Nông                                                      |
| Đăk Lô 1,2,3         | 22                 | 93                         | 2/2012        | 1/2016        | 14°43′39″B 108°22′10″Đ / 14,7275°B 108,369444°Đ    | Đăk Lô                | xã Ngok Tem huyện Kon Plông tỉnh Kon Tum                                                        |
| Plei Kần Hạ          | 10                 | 38                         |               | 10/2020       | 14°42′41″B 107°42′44″Đ / 14,711377°B 107,712242°Đ  | Pô Kô                 | Tt. Plei Kần huyện Ngọc Hồi & xã Ngọc Tụ huyện Đăk Tô tỉnh Kon Tum                              |
| Đăk Pô Kô            | 15                 | 66                         | 2015          | 2017          | 14°39′0″B 107°47′25″Đ / 14,65°B 107,79028°Đ        | Pô Kô                 | xã Pô Kô và xã Tân Cảnh huyện Đăk Tô tỉnh Kon Tum                                               |
| Đăk Pô Ne            | 15.6               | 69                         | 2004          | 2009          | 14°34′33″B 108°18′17″Đ / 14,57585°B 108,30485°Đ    | Đăk Pô Ne             | xã Măng Cành và Tt. Măng Đen huyện Kon Plong tỉnh Kon Tum                                       |
| Đăk Psi              | 18                 |                            |               |               |                                                    | Đăk Psi               | xã Đăk Pxi huyện Đăk Hà tỉnh Kon Tum                                                            |
| Đăk Psi 2B           | 14                 | 52,5                       | 2011          | 2018          | 14°51′57″B 108°00′53″Đ / 14,865917°B 108,014813°Đ  | Đăk Psi               | xã Văn Xuôi và xã Tu Mơ Rông huyện Tu Mơ Rông tỉnh Kon Tum                                      |
| Đăk Psi 3            | 15                 | 60                         | 2010          | 2012          | 14°46′17″B 108°00′07″Đ / 14,771339°B 108,002013°Đ  | Đăk Psi               | xã Đăk Pxi huyện Đăk Hà và xã Tu Mơ Rông huyện Tu Mơ Rông tỉnh Kon Tum                          |
| Đăk Psi 4            | 30                 | 115                        | 2007          | 2010          | 14°42′21″B 107°57′58″Đ / 14,705816°B 107,966127°Đ  | Đăk Psi               | xã Đăk Pxi huyện Đăk Hà và xã Đăk Hà huyện Tu Mơ Rông tỉnh Kon Tum                              |
| Đăk Psi 5            | 10                 | 40                         | 2009          | 2014          | 14°39′39″B 107°56′17″Đ / 14,66075°B 107,937924°Đ   | Đăk Psi               | xã Đăk Pxi huyện Đăk Hà tỉnh Kon Tum                                                            |
| Đăk Psi 6            | 12                 | 50                         | 2018          |               |                                                    | Đăk Psi               | xã Đăk Long huyện Đăk Hà tỉnh Kon Tum                                                           |
| Đăk Trưa 1&2         | 8.8                | 30                         | 2018          | 2020          | 14°42′53″B 108°00′13″Đ / 14,714736°B 108,003551°Đ  | Đăk Trưa              | xã Đăk Pxi huyện Đăk Hà và xã Tu Mơ Rông huyện Tu Mơ Rông tỉnh Kon Tum                          |
| Ia Púch 3            | 6.6                |                            |               |               | 13°44′00″B 107°48′18″Đ / 13,733377°B 107,804888°Đ  | Ia Púch               | xã Ia O huyện Chư Prông tỉnh Gia Lai                                                            |
| Đăk Ruồi             | 24                 |                            |               | 2018          |                                                    | Đăk Ruồi              | xã Xốp huyện Đăk Glei tỉnh Kon Tum                                                              |
| Đăk Ruồi 2           | 14                 |                            | 2011          | 2021          |                                                    |                       | Tt. Đăk Glei huyện Đăk Glei tỉnh Kon Tum                                                        |
| Ry Ninh 2            | 8.1                |                            |               |               |                                                    | Ry Ninh               | xã Ia Ly huyện Chư Păh tỉnh Gia Lai                                                             |
| Sê San 4A            | 63                 | 331                        | 2008          | 2011          | 13°55′51″B 107°28′04″Đ / 13,930833°B 107,467778°Đ  | Sê San                | xã Mô Rai huyện Sa Thầy tỉnh Kon Tum và xã Ia O huyện Ia Grai tỉnh Gia Lai                      |
| Hòa Phú              | 29                 | 132                        | 2011          | 2014          | 12°38′59″B 107°54′33″Đ / 12,649661°B 107,909117°Đ  | Srêpốk                | xã Hòa Phú Tp. Buôn Ma Thuột tỉnh Đắk Lắk                                                       |
| Đray H'linh 1        | 12                 |                            | 1984          | 1990          | 12°40′16″B 107°54′27″Đ / 12,671211°B 107,907508°Đ  | Srêpốk                | Tp. Buôn Ma Thuột tỉnh Đắk Lắk                                                                  |
| Đray H'linh 2        | 16                 | 80                         | 2003          | 2007          | 12°40′32″B 107°54′15″Đ / 12,675675°B 107,904142°Đ  | Srêpốk                | xã Ea Pô huyện Cư Jut tỉnh Đắk Nông                                                             |
| Srêpốk 4             | 80                 | 336                        | 2008          | 2010          | 12°48′26″B 107°51′18″Đ / 12,807242°B 107,855131°Đ  | Srêpốk                | xã Ea Wer và Tân Hòa huyện Buôn Đôn tỉnh Đắk Lắk và xã Ea Pô huyện Cư Jút tỉnh Đắk Nông         |
| Srêpốk 4A            | 64                 | 308                        | 2010          | 2014          | 12°53′36″B 107°48′44″Đ / 12,893464°B 107,812294°Đ  | Srêpốk                | xã Krông Na, Ea Huar, Ea Wer huyện Buôn Đôn tỉnh Đắk Lắk                                        |
| Đăk Rơ Sa            | 7.5                | 143                        | 2003          | 2007          | 14°44′50″B 107°50′09″Đ / 14,747278°B 107,835808°Đ  | Đăk Tơ Kan            | xã Đăk Trăm Ngọc Tụ huyện Đăk Tô tỉnh Kon Tum                                                   |
| Đăk Ba               | 19.5               |                            | 2017          | 2020          | 15°00′45″B 108°17′49″Đ / 15,012395°B 108,297078°Đ  | Đăk Ba                | xã Sơn Mùa huyện Sơn Tây tỉnh Quảng Ngãi                                                        |
| Tiên Thuận           | 10                 | 40                         | 2009          | 2014          | 13°59′55″B 108°49′36″Đ / 13,99848°B 108,826588°Đ   | Suối Cái              | xã Tây Thuận huyện Tây Sơn tỉnh Bình Định                                                       |
| Sơn Tây              | 18                 |                            | 2017          | 2019          | 15°00′41″B 108°21′39″Đ / 15,0114°B 108,36094°Đ     | Đăk Đrinh             | xã Sơn Tân huyện Sơn Tây tỉnh Quảng Ngãi                                                        |
| Sông Hinh            | 70                 | 370                        | 1995          | 2001          | 12°55′41″B 108°59′37″Đ / 12,928144°B 108,993572°Đ  | Sông Hinh             | xã Ea Trol, huyện Sông Hinh, tỉnh Phú Yên                                                       |
| Vĩnh Sơn             | 66                 | 229                        | 1991          | 2001          | 14°21′56″B 108°41′39″Đ / 14,365631°B 108,69425°Đ   | Sông Hinh             | xã Vĩnh Sơn huyện Vĩnh Thạnh tỉnh Bình Định                                                     |
| Vĩnh Sơn 5           | 28                 | 103                        | 2009          | 4/2014        | 14°21′40″B 108°43′13″Đ / 14,361094°B 108,720303°Đ  | Sông Kôn              | xã Vĩnh Kim huyện Vĩnh Thạnh tỉnh Bình Định                                                     |
| Định Bình            | 9.9                | 45                         | 2004          | 2008          | 14°09′24″B 108°46′22″Đ / 14,156528°B 108,772672°Đ  | Sông Kôn              | xã Vĩnh Hảo huyện Vĩnh Thạnh tỉnh Bình Định                                                     |
| Văn Phong            | 6                  | 23                         | 2013          | 2015          | 13°56′52″B 108°51′44″Đ / 13,94778°B 108,862127°Đ   | Sông Kôn              | xã Bình Tường huyện Tây Sơn tỉnh Bình Định                                                      |
| La Hiêng 2           | 18                 | 68                         | 2009          | 2015          | 13°30′06″B 108°50′53″Đ / 13,501723°B 108,848112°Đ  | La Hiêng              | xã Phú Mỡ huyện Đồng Xuân tỉnh Phú Yên                                                          |
| Trà Linh 2           | 18                 |                            | 2017          | 2020          | 15°01′41″B 108°00′02″Đ / 15,028136°B 108,000617°Đ  | Nước Nà               | xã Trà Linh huyện Nam Trà My tỉnh Quảng Nam                                                     |
| Trà Linh 3           | 7.2                |                            |               | 2009          | 15°02′50″B 108°04′00″Đ / 15,047286°B 108,066782°Đ  | Nước Nà               | xã Trà Nam huyện Nam Trà My tỉnh Quảng Nam                                                      |
| Nước Biêu            | 14                 | 49                         | 2018          | 12/2019       | 15°04′48″B 108°03′51″Đ / 15,079944°B 108,064282°Đ  | Nước Biêu             | xã Trà Cang huyện Nam Trà My tỉnh Quảng Nam                                                     |
| Đăk Re               | 60                 | 270                        | 2016          | 7/2019        | 14°36′16″B 108°29′09″Đ / 14,604476°B 108,485742°Đ  | Đăk Re                | xã Hiếu huyện Kon Plong tỉnh Kon Tum                                                            |
| Nước Trong           | 16.5               | 70                         | 2008          | 2012          | 15°04′51″B 108°24′42″Đ / 15,080886°B 108,411756°Đ  | Tang                  | xã Sơn Bao huyện Sơn Hà tỉnh Quảng Ngãi                                                         |
| Trà Khúc 1           | 30                 | 124                        | 5/2019        | 2021          | 15°00′49″B 108°31′38″Đ / 15,013519°B 108,527357°Đ  | Trà Khúc              | xã Sơn Giang & Sơn Cao huyện Sơn Hà tỉnh Quảng Ngãi                                             |
| Trà Khúc 2           | 30                 | 114,1                      |               |               |                                                    | Trà Khúc              | xã Sơn Thành, Sơn Giang, Sơn Linh huyện Sơn Hà tỉnh Quảng Ngãi                                  |
| Thạch Nham           | 5                  |                            | 3/2017        | 2019          | 15°07′09″B 108°37′20″Đ / 15,119188°B 108,622099°Đ  | Trà Khúc              | xã Sơn Nham huyện Sơn Hà tỉnh Quảng Ngãi                                                        |
| Trà Xom              | 20                 | 86                         | 01/2008       | 2013          | 14°18′18″B 108°41′18″Đ / 14,305099°B 108,688405°Đ  | Đăk Trúc              | xã Vĩnh Sơn huyện Vĩnh Thạnh tỉnh Bình Định                                                     |
| Sơn Trà 1A&B         | 60                 | 220                        | 1/2015        | 01/2019       | 14°50′48″B 108°25′27″Đ / 14,846685°B 108,424153°Đ  | Xà Lò                 | xã Sơn Lập huyện Sơn Tây và xã Sơn Kỳ huyện Sơn Hà tỉnh Quảng Ngãi                              |
| Cần Đơn              | 77                 | 321                        | 2000          | 2004          | 11°58′08″B 106°50′36″Đ / 11,968903°B 106,843472°Đ  | Sông Bé               | xã Đa Kia huyện Bù Gia Mập và xã Thanh Hòa huyện Bù Đốp tỉnh Bình Phước                         |
| Srok Phu Miêng       | 51                 | 228                        | 2003          | 2006          | 11°46′08″B 106°45′23″Đ / 11,768858°B 106,756425°Đ  | Sông Bé               | xã Thanh An huyện Hớn Quản và xã Long Hưng huyện Phú Riềng tỉnh Bình Phước                      |
| Đa Kai               | 8                  | 30                         |               |               | 11°46′30″B 107°49′21″Đ / 11,775089°B 107,822376°Đ  | Đa Kai                | xã Lộc Lâm huyện Bảo Lộc tỉnh Lâm Đồng                                                          |
| Đa Khai              | 8.1                | 38,5                       | 2/2006        | 2009          | 12°06′23″B 108°33′16″Đ / 12,106329°B 108,554532°Đ  | Đa Khai               | xã Đa Nhim huyện Lạc Dương tỉnh Lâm Đồng                                                        |
| Đambol               | 10.2               |                            |               | 1/2011        | 11°41′36″B 107°39′33″Đ / 11,693363°B 107,65918°Đ   | Đa Mbol               | xã Lộc Bắc huyện Bảo Lâm tỉnh Lâm Đồng                                                          |
| Đa M'bri             | 75                 | 338                        | 2008          | 2014          | 11°34′58″B 107°40′21″Đ / 11,582669°B 107,672578°Đ  | Đa M'bri              | xã Lộc Tân huyện Bảo Lâm, xã Phước Lộc huyện Đạ Huoai, xã Triệu Hải huyện Đạ Tẻh, tỉnh Lâm Đồng |
| Đa Nhim Thượng 2     | 7.5                | 32                         | 2005          | 2010          | 12°05′07″B 108°35′41″Đ / 12,085198°B 108,594621°Đ  | Đa Chay               | xã Đạ Chais huyện Lạc Dương tỉnh Lâm Đồng                                                       |
| Đa Siat              | 13.5               | 60                         | 6/2005        | 12/2009       | 11°49′59″B 107°38′39″Đ / 11,833043°B 107,644112°Đ  | Đa Siat               | xã Lộc Bảo huyện Bảo Lâm tỉnh Lâm Đồng                                                          |
| Đại Nga              | 10                 | 44                         | 2008          | 2015          | 11°32′26″B 107°52′20″Đ / 11,540448°B 107,872343°Đ  | Đa R'Nga              | xã Lộc Nga Tx. Bảo Lộc và xã Lộc An huyện Bảo Lâm tỉnh Lâm Đồng                                 |
| Đan Sách 1           | 6                  |                            | 2012          | 2015          | 11°16′01″B 108°00′01″Đ / 11,266885°B 108,000182°Đ  | Đan Sách              | xã Đông Tiến huyện Hàm Thuận Bắc tỉnh Bình Thuận                                                |
| Đăk Rung 1&2         | 14                 |                            | 2007          | 2010          | 12°06′50″B 107°38′01″Đ / 12,113889°B 107,633611°Đ  | Đồng Nai              | xã Trường Xuân huyện Đăk Song tỉnh Đắk Nông                                                     |
| Đạ Dâng 2            | 34                 | 152                        | 2007          | 2010          | 11°43′19″B 108°14′49″Đ / 11,721953°B 108,246808°Đ  | Đa Dâng               | xã Tân Thành huyện Đức Trọng và xã Tân Hà huyện Lâm Hà, tỉnh Lâm Đồng                           |
| Đạ Dâng - Đạ Chomo   | 23                 | 111                        | 2003          | 2016          | 11°57′12″B 108°18′28″Đ / 11,95346°B 108,307746°Đ   | Đạ Dâng               | xã Lát huyện Lạc Dương và xã Phi Tô huyện Lâm Hà tỉnh Lâm Đồng                                  |
| Đồng Nai 2           | 70                 | 264                        | 2007          | 2015          | 11°42′47″B 108°03′28″Đ / 11,712939°B 108,057867°Đ  | Đồng Nai              | xã Tân Thượng huyện Di Linh và Tân Thanh huyện Lâm Hà tỉnh Lâm Đồng                             |
| Đức Thành            | 30                 |                            |               | 2018          | 11°40′17″B 107°16′18″Đ / 11,671296°B 107,271677°Đ  | Đồng Nai              | xã Thống Nhất huyện Bù Đăng tỉnh Bình Phước                                                     |
| Đăk Glun             | 18                 | 76                         | 2009          | 2011          | 12°01′31″B 107°11′00″Đ / 12,025169°B 107,183367°Đ  | Đăk G'lun             | xã Đăk Nhau huyện Bù Đăng tỉnh Bình Phước                                                       |
| Đăk Kar              | 12                 |                            | 2014          | 2017          | 11°50′45″B 107°25′22″Đ / 11,84597°B 107,422889°Đ   | Đăk Kar               | xã Đăk Sin huyện Đắk R'lấp tỉnh Đắk Nông                                                        |
| Bảo Lộc              | 40                 | 128,6                      | 2005          | 2009          | 11°25′29″B 107°52′30″Đ / 11,424754°B 107,874937°Đ  | La Ngà                | xã Lộc Nam huyện Bảo Lâm tỉnh Lâm Đồng                                                          |
| Đắc Mê               | 5                  | 25                         | 2009          | 2011          | 12°08′00″B 108°18′47″Đ / 12,133269°B 108,313047°Đ  | Đăk Mê                | xã Đạ Long huyện Đam Rông tỉnh Lâm Đồng                                                         |
| Đắk Nông 2           | 16                 | 65                         |               | 2016          | 11°57′52″B 107°40′03″Đ / 11,964508°B 107,667511°Đ  | Sông Đắk Nông         | p. Nghĩa Tân Tx. Gia Nghĩa tỉnh Đắk Nông                                                        |
| Đăk Sin 1            | 28                 | 105                        | 2010          | 2015          | 11°49′14″B 107°27′31″Đ / 11,820482°B 107,458698°Đ  | Đăk R' Keh            | xã Đăk Sin và Hưng Bình huyện Đăk R’lấp tỉnh Đắk Nông                                           |
| Quảng Tín            | 5                  | 21                         | 2007          | 2009          | 11°57′16″B 107°26′20″Đ / 11,954382°B 107,438904°Đ  | Đăk R'lấp             | xã Quảng Tín huyện Đăk R'lấp tỉnh Đắk Nông                                                      |
| Đăk Ru               | 6.9                | 30                         | 2005          | 2007          | 11°54′21″B 107°25′23″Đ / 11,905759°B 107,422936°Đ  | Đăk Ru                | xã Đăk Ru huyện Đắk R'lấp tỉnh Đắk Nông                                                         |
| Sông Chò 2           | 7                  | 26                         | 2016          | 2018          | 12°26′49″B 108°50′37″Đ / 12,447036°B 108,843612°Đ  | Sông Chò              | xã Khánh Hiệp huyện Khánh Vĩnh tỉnh Khánh Hòa                                                   |
| Đan Sách 2&3         | 5.5                | 25                         | 2012          | 02/2015       | 11°14′34″B 108°00′35″Đ / 11,242646°B 108,009698°Đ  | Suối Thị              | xã Đông Tiến huyện Hàm Thuận Bắc tỉnh Bình Thuận                                                |
| Sông Giang 2         | 37                 | 142                        | 2009          | 2014          | 12°22′22″B 108°50′15″Đ / 12,372883°B 108,837386°Đ  | Sông Giang            | xã Khánh Trung huyện Khánh Vĩnh tỉnh Khánh Hòa                                                  |
| Ea Krông Rou         | 28                 | 140                        | 2005          | 2007          | 12°35′57″B 108°56′23″Đ / 12,599167°B 108,939722°Đ  | Ea Krông Rou          | xã Ninh Tây huyện Ninh Hòa tỉnh Khánh Hòa                                                       |
| Bắc Bình             | 33                 | 145                        | 2003          | 2009          | 11°22′16″B 108°19′41″Đ / 11,371086°B 108,328156°Đ  | Ma Đế                 | xã Phan Sơn và Phan Lâm, huyện Bắc Bình tỉnh Bình Thuận                                         |
| Sông Pha             | 7.5                | 40                         | 1992          | 1995          | 11°50′02″B 108°41′05″Đ / 11,833866°B 108,684705°Đ  | Sông Pha              | xã Lâm Sơn huyện Ninh Sơn tỉnh Ninh Thuận                                                       |
| Hạ Sông Pha 1        | 5.4                | 32                         | 2011          | 2013          | 11°49′47″B 108°41′31″Đ / 11,829795°B 108,691826°Đ  | Sông Pha              | xã Lâm Sơn huyện Ninh Sơn tỉnh Ninh Thuận                                                       |
| Hạ Sông Pha 2        | 5.1                | 30                         | 2011          | 2015          | 11°49′59″B 108°42′30″Đ / 11,832935°B 108,708343°Đ} | Sông Pha              | xã Lâm Sơn huyện Ninh Sơn tỉnh Ninh Thuận                                                       |
| Sông Ông             | 8.1                | 41                         | 7/2005        | 8/2009        | 11°46′17″B 108°47′55″Đ / 11,771322°B 108,798482°Đ  | Sông Ông              | xã Quảng Sơn huyện Ninh Sơn tỉnh Ninh Thuận                                                     |